# Kanon des Alten Testaments

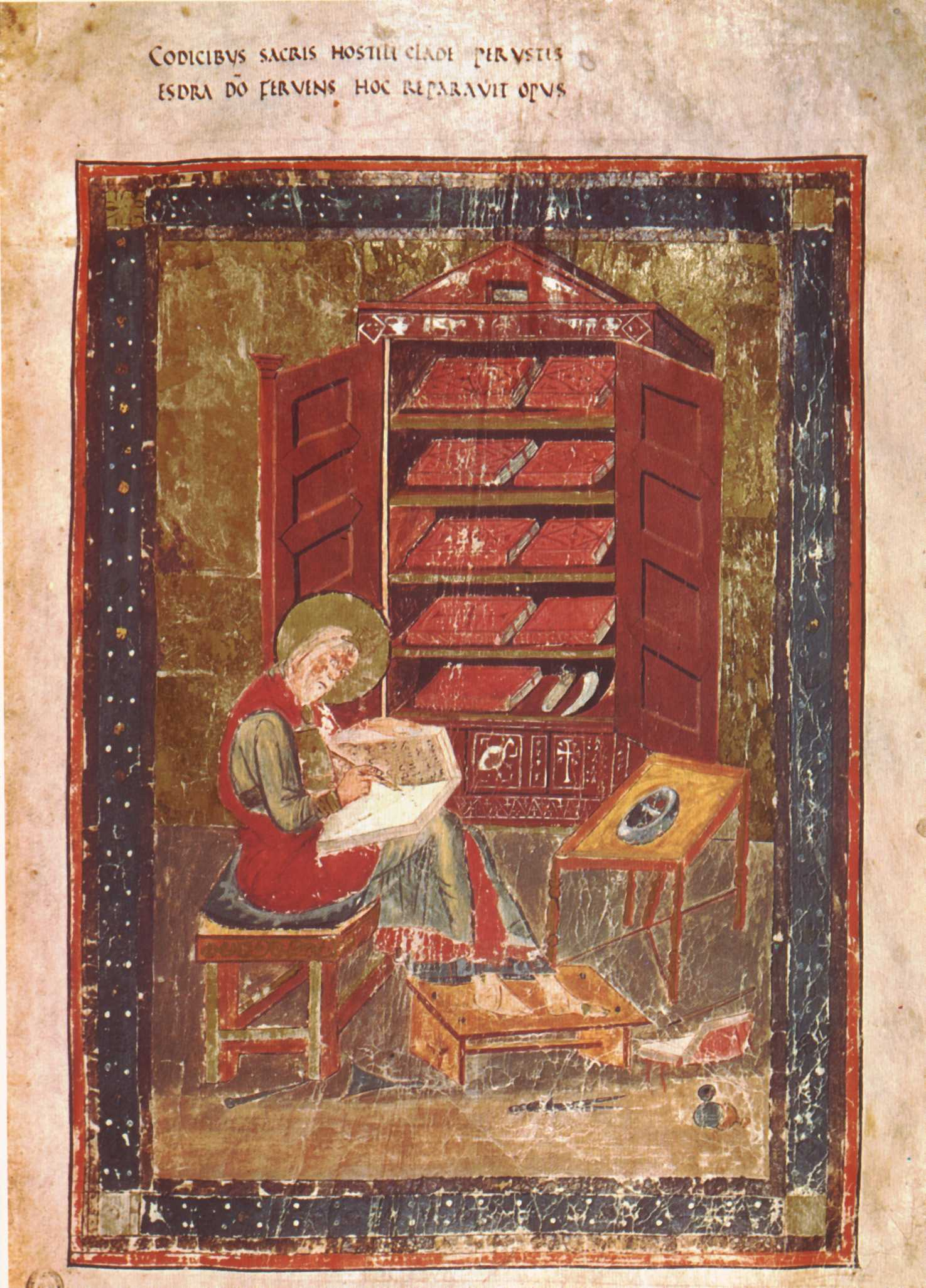
Codex Amiatinus, fol. 5r: Esra beim Schreiben einer Bibel in neun Teilcodices (Northumbria um 700 n. Chr.)

Der Kanon des Alten Testaments ist ein Arrangement der als heilig betrachteten Bücher, die das Christentum aus dem Judentum übernommen und als ersten Teil seiner christlichen Bibel aus Altem und Neuem Testament eingegliedert hat. Dabei geht es sowohl um die Auswahl der Bücher als auch um deren Anordnung. Die Geschichte des Kanon berücksichtigt die Bücherarrangements in den über tausend Jahren der handschriftlichen Überlieferung, den Bibeldruck und die Bücherlisten, die teils von einzelnen Personen, teils von kirchlichen Gremien mit unterschiedlicher Verbindlichkeit erstellt wurden.
Im Umfang des alttestamentlichen Kanons unterscheiden sich die christlichen Konfessionen. Die Stellung der Deuterokanonischen Schriften (im evangelischen Sprachgebrauch oft: Apokryphen) ist ein klassisches kontroverstheologisches Thema.
Mit der Kanonischen Exegese wurde seit Ende des 20. Jahrhunderts der alttestamentliche Kanon nicht nur in seinem Bücherumfang, sondern in seiner Bücherabfolge und in seiner Büchergruppierung relevant.

## Dreiteiliger jüdischer Kanon: Tanach
Die früheste jüdische Kanonliste, welche die einzelnen Bücher der Hebräischen Bibel (Tanach) benennt und ihnen Verfasser zuordnet, findet sich im Babylonischen Talmud:
- Tora: Bereschit (Genesis), Schemot (Exodus), Wajikra (Levitikus), Bemidbar (Numeri), Devarim (Deuteronomium)
- Neviʾim: Jehoschua (Josua), Schoftim (Richter), Schemuʾel (Samuelbuch), Melachim (Königebuch), Jirmejahu (Jeremia), Jechezkeʾl (Ezechiel), Jeschaʿjahu (Jesaja), Tre ʿaśar (Zwölfprophetenbuch).
- Ketuvim: Rut, Tehillim (Psalmen), ʾIjov (Ijob), Mischle (Sprüche), Kohelet, Schir haSchirim (Hoheslied), ʾEcha (Klagelieder), Danijʾel (Daniel), ʾEster, ʿEzraʾ (Esra-Nehemia-Buch), Divre haJamim (Chronikbuch).

Es handelt sich um eine anonyme alte Tradition (Baraita), über deren Datierung kein Konsens besteht. Die Abfolge der fünf Bücher der Tora (hier ergänzt) wird als selbstverständlich vorausgesetzt und nicht erwähnt. Wahrscheinlich hielten die Rabbinen es aber für notwendig, eine Büchersequenz von Neviʾim und Ketuvim festzulegen, als es üblich wurde, mehrere biblische Bücher auf die gleiche Buchrolle zu schreiben. Zwei Ordnungsprinzipien wurden kombiniert: bei den historischen Büchern die geschichtliche Abfolge, bei den übrigen der Umfang des Buches (in abnehmender Folge).
Aus christlicher Perspektive beschrieb Hieronymus den dreiteiligen Kanon der Hebräischen Bibel um 390 im Prologus galeatus, dem Vorwort zu den Samuel- und Königebüchern in der Vulgata:
1. Fünf Bücher Mose, die Thorath, Gesetz, genannt werden: Genesis (Bresith), Exodus (Hellesmoth), Levitikus (Vaiecra), Numeri (Vaiedabber), Deuteronomium (Addabarim);
2. Der zweite Teil der Propheten: Josua, Richter (Sopthim) mit Rut, Samuelbuch, Königebuch (Malachim), Jesaja, Jeremia [mit Klagelieder],[5] Ezechiel, Zwölfprophetenbuch (Thareasra);
3. Der dritte Teil, die heiligen Schriften (Hagiographa): Ijob, Psalmen, Salamon (= Sprüche (Masaloth), Kohelet (Accoeleth), Hoheslied (Sirassirim)), Daniel, Chronikbuch (Dabreiamin), Esra-Nehemia-Buch, Ester.

Diese Aufstellung ist der talmudischen Baraita recht ähnlich. Die Bücher stimmen überein, ihre Anordnung variiert leicht. Rut und Klagelieder werden jeweils Prophetenbüchern zugeordnet und deshalb im zweiten Hauptteil einsortiert; die Reihenfolge der Neviʾim und Ketuvim weicht etwas ab: Jesaja rückt zwei Plätze nach vorne, Ijob und Psalmen tauschen die Plätze, Esra-Nehemia und Ester rücken ans Ende.

## Zeit der handschriftlichen Vervielfältigung

### Griechische Tradition

#### Septuaginta-Handschriften

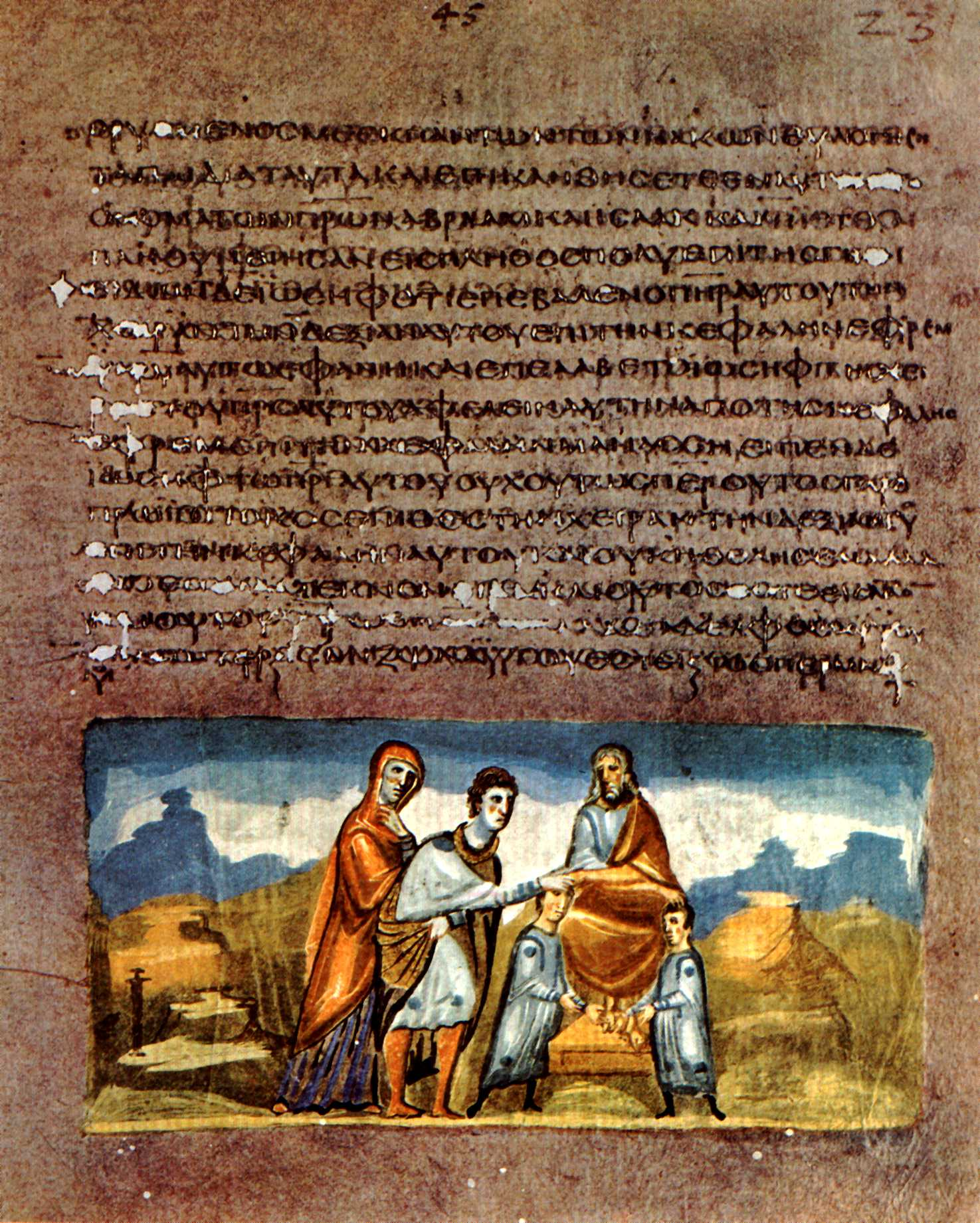
Wiener Genesis: Illustration zu Gen 48, Jakob segnet seine Enkel Ephraim und Manasse (Syrien, 6. Jahrhundert)

Die frühen Christen übernahmen die heiligen Schriften des Judentums in Gestalt der griechischen Septuaginta. Von einem jüdischen Septuaginta-Kanon kann nach Anneli Aejmelaeus allerdings nur eingeschränkt die Rede sein: Die Übersetzung des Pentateuch wurde im alexandrinischen Judentum als autoritative Schrift anerkannt, die Prophetenbücher (Neviʾim) stießen auf unterschiedliches Interesse, und entsprechend schwankt die Qualität der Übersetzung. Die Ketuvim sind recht frei übersetzt, hierbei könnte es sich um private Übersetzungsprojekte handeln. Es handelte sich demnach um eine Sammlung von Schriftrollen, die in den griechischsprachigen jüdischen Gemeinden in mehr oder weniger hohem Ansehen standen. Erst die christlichen Codices der Spätantike machten daraus einen Kanon der griechischen Bibel.
Bei den wichtigsten christlichen Septuaginta-Handschriften ergibt sich folgendes Gesamtbild ihres Aufbaus:
- Es gibt drei Hauptteile: geschichtliche, prophetische und poetische Bücher. Die geschichtlichen Bücher stehen immer am Anfang, die Reihenfolge der beiden anderen Teile wechselt.
- In den geschichtlichen Büchern der späteren Minuskel-Handschriften bildet der Oktateuch (Fünf Bücher Mose, Josua, Richter, Rut) eine feste Gruppe: Die Zäsur zwischen Rut und dem 1. Buch der Königtümer (= 1. Samuel) ist tiefer als die zwischen Deuteronomium und Josua. Ob das auch schon bei den früheren Majuskel-Handschriften so war, ist schwer zu entscheiden.[9] An den Oktateuch schließen die vier Bücher der Königtümer und die zwei Bücher der Chronik (Paralipomenon) an.
- Bei den Prophetenbüchern stehen Jesaja, Jeremianische Schriften, Ezechiel und Danielschriften stets in dieser Reihenfolge. Das Zwölfprophetenbuch kann am Anfang oder am Ende seinen Platz finden.
- Bei den poetischen Büchern gibt es ebenfalls einen festen Kern, der aus Sprüche, Kohelet und Hohelied besteht. Ijob kommt vor oder hinter dieser Dreiergruppe. Das liturgisch sehr wichtige Buch der Psalmen kann am Anfang der poetischen Schriften oder unmittelbar vor dem Neuen Testament eingeordnet werden – wenn es nicht als separates Buch ausgegliedert wurde. In manchen Septuaginta-Handschriften fehlt deshalb das Buch der Psalmen.
- Die weniger wertgeschätzten Bücher sind in ihrer Anordnung variabel. Dazu gehören, in jeweils absteigender Bedeutung, bei den Geschichtsbüchern die Esdrasschriften, Ester, Judit, Tobit und die vier Makkabäerbücher, bei den poetischen Schriften das Buch der Weisheit und Jesus Sirach. „Es sei betont, daß diese Differenzierungen in der Wertschätzung nicht deckungsgleich sind mit der Abwertung deuterokanonischer Bücher aus Argumenten der Veritas hebraica: Die im jüdischen Kanon enthaltenen Bücher Esra-Neh und Est sind hier umstritten, die dort nicht enthaltenen griechischen Jer- und Dan-Zusätze hingegen nicht.“[8]

Peter Brandt widerspricht dem Klischee des Septuaginta–Aufbaus als einem „achterlastigen Arrangement mit Schwerpunkt auf den Propheten“. In Endstellung begegnen demnach bei den Manuskripten sowohl Propheten als auch Weisheitsliteratur oder weniger wertgeschätzte Bücher. Die These, dass die frühen Christen in dem dreiteiligen jüdischen Kanon Tora – Propheten – Schriften die Reihenfolge der letzten beiden Teile vertauscht hätten, um die Propheten nahe an das Neue Testament heranzubringen, ist nicht zu belegen. Dagegen spricht, dass die Entstehung des dreiteiligen jüdischen Kanons lange brauchte und die Bücherabfolge des Tanach während der Herausbildung der christlichen Bibel im zeitgenössischen Judentum „nur eine mögliche Alternative innerhalb sich herausbildender Kanonformationen“ war.

#### Kanonlisten von Synoden
Die Bücherlisten altkirchlicher Autoren und die Kanonlisten von Synoden ergeben ein etwas anderes Bild. Hier folgen die drei Hauptteile Geschichtsbücher, Poetische Schriften und Prophetenbücher fast immer in dieser Reihenfolge. Dafür kann ein chronologisches Kriterium verantwortlich sein, da die poetischen Schriften David und Salomo zugeschrieben wurden, die früher lebten als die Propheten. Am Ende mancher Kanonlisten werden die weniger wertgeschätzten Bücher aufgezählt.
Die Beschlüsse der Trullanischen Synode (692) haben unter den altkirchlichen Kanonlisten besonderes Gewicht, da sie in der Orthodoxie als ökumenisch betrachtet werden. Indem die Synode sechs verschiedene und offensichtlich voneinander abweichende Bücherarrangements lokaler Synoden (eine davon aus dem lateinischen Raum: die Synode von Karthago) und einzelner Kirchenväter gleichermaßen billigte, gab sie zu erkennen, dass diese Vielfalt im 7. Jahrhundert unproblematisch war:
| Synode von Laodicea                                     | Apostolische Konstitutionen                       | Synode von Karthago                                                  | Athanasius, Osterfestbrief                                                       | Gregor von Nazianz                                                                          | Amphilochius von Ikonium                                                                    |
| (um 360)                                                | (Ende 4. Jahrhundert)                             | (397)                                                                | (367)                                                                            | (374/79)                                                                                    | (um 396)                                                                                    |
| Genesis, Exodus, Levitikus, Numeri, Deuteronomium       | Genesis, Exodus, Levitikus, Numeri, Deuteronomium | Genesis, Exodus, Levitikus, Numeri, Deuteronomium                    | Genesis, Exodus, Levitikus, Numeri, Deuteronomium                                | Genesis, Exodus, Levitikus, Numeri, Deuteronomium                                           | Genesis, Exodus, Levitikus, Numeri, Deuteronomium                                           |
| Josua                                                   | Josua                                             | Josua                                                                | Josua                                                                            | Josua                                                                                       | Josua                                                                                       |
| Richter                                                 | Richter                                           | Richter                                                              | Richter                                                                          | Richter                                                                                     | Richter                                                                                     |
| Rut                                                     | Rut                                               | Rut                                                                  | Rut                                                                              | Rut                                                                                         | Rut                                                                                         |
| Ester                                                   |                                                   |                                                                      |                                                                                  |                                                                                             |                                                                                             |
| 4 Bücher der Königtümer                                 | 4 Bücher der Königtümer                           | 4 Bücher der Königtümer                                              | 4 Bücher der Königtümer                                                          | Bücher der Königtümer                                                                       | 4 Bücher der Königtümer                                                                     |
| 2 Bücher der Chronik                                    | 2 Bücher der Chronik                              | 2 Bücher der Chronik                                                 | 2 Bücher der Chronik                                                             | Bücher der Chronik                                                                          | Bücher der Chronik                                                                          |
| 2 Esdrasbücher                                          | 2 Esdrasbücher                                    |                                                                      |                                                                                  | Esdras                                                                                      | 2 Esdrasbücher                                                                              |
|                                                         | Ester                                             |                                                                      |                                                                                  |                                                                                             |                                                                                             |
|                                                         | 3 Makkabäerbücher                                 |                                                                      |                                                                                  |                                                                                             |                                                                                             |
|                                                         | Ijob                                              | Ijob                                                                 |                                                                                  | Ijob                                                                                        | Ijob                                                                                        |
| Buch der 150 Psalmen                                    | Psalter                                           | Psalter Davids                                                       | Psalmen                                                                          | David (= Psalmen)                                                                           | Psalter                                                                                     |
| Sprüche Salomos, Kohelet, Hoheslied                     | 3 Salomobücher (Sprüche, Kohelet, Hoheslied)      | 5 Salomobücher (Sprüche, Kohelet, Hoheslied, Weisheit, Jesus Sirach) | Sprüche, Kohelet, Hoheslied                                                      | 3 Salomobücher (Kohelet, Hoheslied, Sprüche)                                                | 3 Salomobücher (Kohelet, Hoheslied, Sprüche)                                                |
| Ijob                                                    |                                                   |                                                                      | Ijob                                                                             |                                                                                             |                                                                                             |
| 12 Kleine Propheten                                     | 12 Kleine Propheten                               | 12 Kleine Propheten                                                  | 12 Kleine Propheten                                                              | Hosea, Amos, Micha, Joel, Jona, Obadja, Nahum, Habakuk, Zefanja, Haggai, Sacharja, Maleachi | Hosea, Amos, Micha, Joel, Obadja, Jona, Nahum, Habakuk, Zefanja, Haggai, Sacharja, Maleachi |
| Jesaja                                                  | Jesaja                                            | Jesaja                                                               | Jesaja                                                                           | Jesaja                                                                                      | Jesaja                                                                                      |
| Jeremia mit Baruch, Klageliedern und dem Brief Jeremias | Jeremia                                           | Jeremia                                                              | Jeremia mit Baruch, Klageliedern und dem Brief Jeremias                          | Jeremia                                                                                     | Jeremia                                                                                     |
| Ezechiel                                                | Ezechiel                                          | Ezechiel                                                             | Ezechiel                                                                         | Ezechiel                                                                                    | Ezechiel                                                                                    |
| Daniel                                                  | Daniel                                            | Daniel                                                               | Daniel                                                                           | Daniel                                                                                      | Daniel                                                                                      |
|                                                         |                                                   | Tobit                                                                |                                                                                  |                                                                                             |                                                                                             |
|                                                         |                                                   | Judit                                                                |                                                                                  |                                                                                             |                                                                                             |
|                                                         |                                                   | Ester                                                                |                                                                                  |                                                                                             | Ester                                                                                       |
|                                                         |                                                   | 2 Esdrasbücher                                                       |                                                                                  |                                                                                             |                                                                                             |
|                                                         |                                                   | 2 Makkabäerbücher                                                    |                                                                                  |                                                                                             |                                                                                             |
|                                                         | Jesus Sirach                                      |                                                                      | Weisheit, Jesus Sirach, Ester, Judit, Tobit, Lehre der Apostel, Hirte des Hermas |                                                                                             |                                                                                             |

Die Bücherliste des Gregor von Nazianz entspricht weitgehend dem Kanon der Hebräischen Bibel im Umfang, wenn auch nicht in der Reihenfolge. Die Klagelieder sind in seiner Aufstellung wahrscheinlich bei Jeremia mitgemeint, das Fehlen von Ester ist auch in anderen frühen Kanonlisten bezeugt. Der Kanon der Synode von Laodicea ist enger als der von Karthago, aber die Liste aus Laodicea nennt zwei deuterokanonische Schriften (Baruch und Brief des Jeremia), die ebenso wie die Klagelieder im weiteren Kanon von Karthago nicht genannt sind. Athanasius führte in seinem Osterfestbrief eine Dreiteilung ein: erstens die im engeren Sinne kanonischen Schriften, zweitens die nicht kanonischen Schriften, die aber zum Lesen empfohlen werden (in der Tabelle kursiv), drittens die ganz abzulehnenden Schriften. Immer wieder zeigt sich der Wunsch, auf die Zahl 22 zu kommen, was aber nur gelingt, indem man mehrere Schriften, zum Beispiel die Salomo-Gruppe, als eine zählt.

### Lateinische Tradition

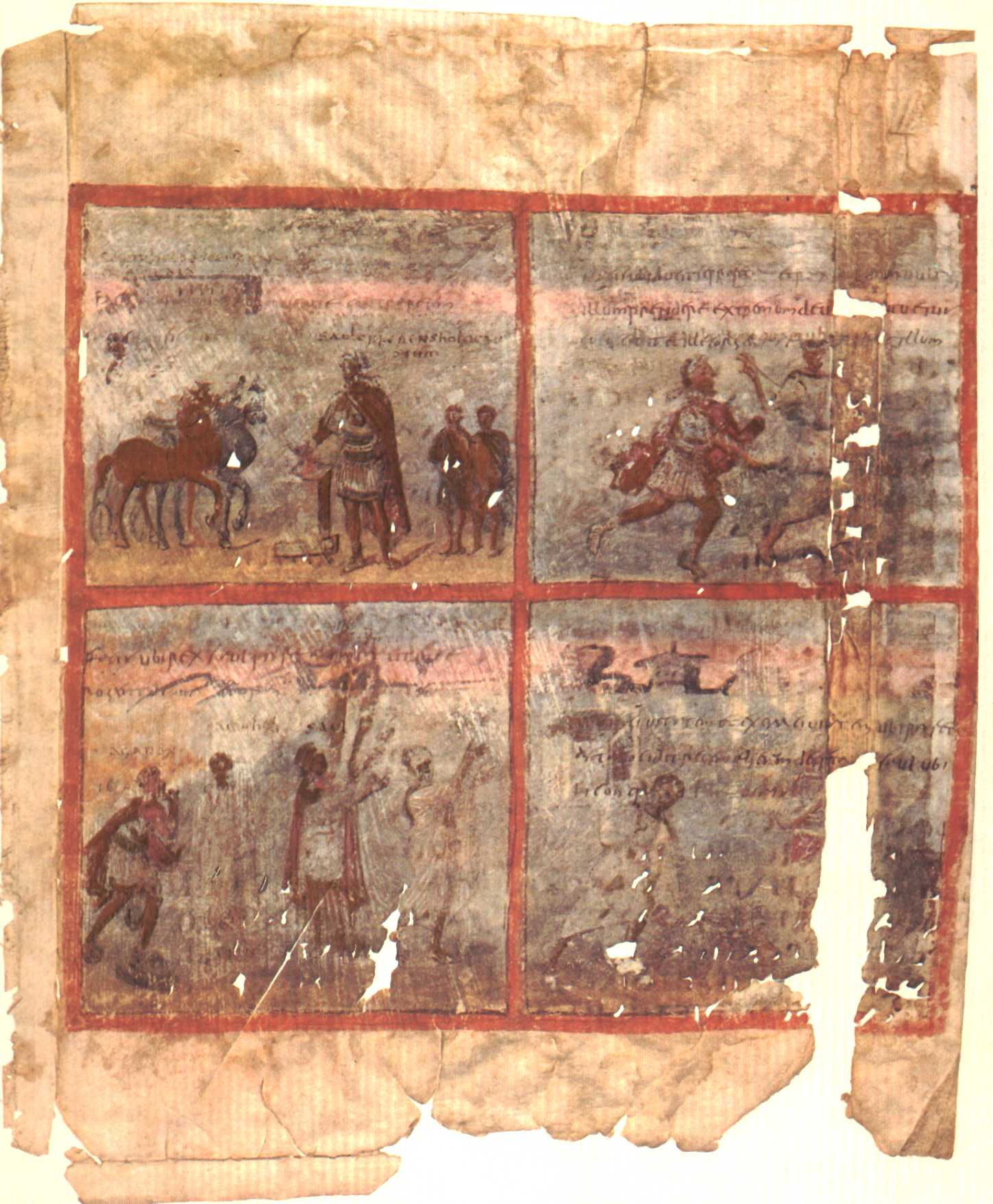
Quedlinburger Itala, fol 2: Illustrationen zum 1. Buch der Könige (= 1. Samuel) in einer Vetus-Latina-Handschrift des 5. Jahrhunderts

Die Bücherarrangements der lateinischen Handschriftenüberlieferung sind außerordentlich vielgestaltig. Das Alte Testament wurde weniger als Buch denn als Bibliothek (bibliotheca) betrachtet, teilweise auch so genannt. Dazu trugen zwei Faktoren bei: Erstens wurden bis ins Hohe Mittelalter nur selten Vollbibeln (Pandekten) angefertigt, und von diesen wenigen Codices ging keine Vorbildfunktion aus. Normal war die Teilbibel, wobei oft unbekannt ist, ob sie zu einer mehrbändigen Gesamtbibel gehörte. Zweitens wurde eine (in sich vielfältige) Vetus-Latina-Tradition der Bücheranordnung von Idealvorstellungen des Hieronymus überlagert, die auf den jüdischen Kanon der Hebräischen Bibel zurückgehen.

#### Augustinus
Es ist sehr schwierig, das altlateinische Bücherarrangement vor dem Auftreten des Hieronymus zu ermitteln. Pierre-Maurice Bogaert stellte durch Untersuchung der Stichometrie folgende Grobeinteilung der altlateinischen Bibel fest: Eptaticus, Regnorum, Historiarum, Psalmi, Salomonis, Prophetae. Kombiniert man diese Bibelteile versuchsweise mit einer Bücherliste, die Augustinus von Hippo in De doctrina christiana 2,8,13 mitteilt, so ergibt sich folgendes Bild einer möglichen altlateinischen Anordnung um 400 n. Chr.:
- Eptaticus: Fünf Bücher Mose (Quinque Moyseos), Josua, Richter;
- Regnorum: Rut, vier Bücher der Könige (= 1./2. Sam und 1./2. Kön), zwei Bücher der Chronik;
- Historiarum: Ijob, Tobit, Ester, Judit, 1. und 2. Buch der Makkabäer, 1. und 2. Buch Esdras;
- Psalmi: Buch der Psalmen;
- Salomonis: Drei Bücher Salomos (Salamonis libri III = Sprüche, Hohelied, Kohelet), Buch der Weisheit, Jesus Sirach;
- Prophetae: Zwölf kleine Propheten, Jesaja, Jeremia, Daniel, Ezechiel.

Der achtteilige griechische Oktateuch ist offenbar zum siebenteiligen lateinischen Eptaticus (= Heptateuch) geworden, indem Rut vom Richterbuch gelöst und zu den folgenden Königebüchern gezogen wurde. Eine Besonderheit der altlateinischen Bibel ist die stabile Dreiergruppe Tobit–Ester–Judit. Auf der zweiten Gliederungsebene hob Augustinus die Fünf Bücher Mose als eigene Einheit heraus.

#### Hieronymus
Hieronymus stellte das Bücherarrangement der Hebräischen Bibel im Prologus galeatus eindeutig als jüdische Ordnung dar. Im Sinne der Hebraica Veritas erschien ihm diese aber als vorbildhaft. Er forderte, „dass all das, was außerhalb dieser [Ordnung] ist, unter die Apokryphen abgetrennt werden muss. Daher sind die ‚Weisheit‘, die für gewöhnlich Salomo zugeschrieben wird, und das Buch Jesu, des Sohnes Sirachs, und Judit und Tobias und der ‚Hirte‘ nicht im Kanon enthalten. Das erste Buch der Makkabäer habe ich auf Hebräisch vorgefunden, das zweite ist griechisch, was auch an dem Stil als solchem erwiesen werden kann.“ In seinem Brief an Paulinus von Nola (Ep. 53,8) ging er ein christliches Altes Testament von vorn nach hinten durch und kommentierte die einzelnen Schriften: Genesis bis Deuteronomium – Ijob – Josua, Richter, Rut – Samuel und Könige – Zwölf kleine Propheten, Jesaja, Jeremia, Ezechiel – Daniel, David (= Psalmen) – Hohelied, Salomo (= Sprüche, Kohelet), Ester, Chronik, Esra-Nehemia. Die drei Teile des jüdischen Kanon bleiben erkennbar. Ijob nach dem Pentateuch einzuordnen, entspricht einer christlichen syrischen Tradition; wie in der griechischen Tradition gehen die kleinen Propheten den großen voran.
Edward Earle Ellis kommentiert, dass die Christen im östlichen Mittelmeerraum den jüdischen Kanon der 22 Bücher kannten, der sehr wahrscheinlich die Heilige Schrift der frühen Christen gewesen sei. In Nordafrika sei es dagegen üblich gewesen, eine größere Anzahl jüdischer Schriften gottesdienstlich und zur privaten Lektüre zu verwenden. Dafür stehe Augustinus und die Synode von Karthago. Hieronymus habe die ältere levantinische christliche Tradition pointiert im lateinischen Sprachraum vertreten; damit habe dort um 400 der kirchliche Brauch des weiteren Kanon (Augustinus) gegen die theologisch begründete Entscheidung für den engeren Kanon (Hieronymus) gestanden.

#### Breviarium Hipponense
Die Bücherliste der Synode von Hippo und der Dritten Synode von Karthago ist im Breviarium Hipponense enthalten, von dem zwei Textüberlieferungen mit je unterschiedlichen Bücherarrangements existieren: eine ältere karthagische Fassung und eine jüngere byzacenische Fassung. Dabei lassen sich folgende Entwicklungen erkennen: Hatte die ältere karthagische Überlieferung fünf Salomobücher, so wirkte sich später Zweifel des Hieronymus an der salomonischen Verfasserschaft der Bücher Weisheit und Jesus Sirach aus, und man reduzierte auf drei Salomobücher. Die karthagische Überlieferung kannte noch ein Zwölfprophetenbuch, das in der späteren Tradition in zwölf einzelne Prophetenbücher aufgeteilt wurde. Alle karthagischen Handschriften ordneten Ezechiel vor Daniel ein, die spätere Überlieferung kehrte diese Reihenfolge um. Außerdem wurden in zwei der sechs byzacenischen Handschriften die Makkabäerbücher nicht erwähnt.

#### Decretum Damasi
Auch das Papst Damasus I. zugeschriebene Decretum Damasi (im Decretum Gelasianum überliefert) zeigt ein Bücherarrangement, in dem sich der Einfluss des Hieronymus auswirkt. Das Decretum Damasi gliedert die Bibel folgendermaßen in vier Teile:
- „Es beginnt die Ordnung des Alten Testaments“ (Incipit Ordo Veteris Testamenti): Genesis, Exodus, Levitikus, Numeri, Deuteronomium, Josua, Richter, Rut – 4 Bücher der Könige – 2 Bücher der Chronik – 1 Buch der 150 Psalmen – 3 Bücher Salomos (Sprüche, Kohelet, Hoheslied)[27] – Weisheit – Jesus Sirach.
- „Ebenso die Ordnung der Propheten“ (Item Ordo Prophetarum): Jesaja – Jeremia (mit Klageliedern[28]) – Ezechiel – Daniel – Hosea – Amos – Micha – Joel – Obadja – Jona – Nahum – Habakuk – Zefanja – Haggai – Sacharja – Maleachi.
- „Ebenso die Ordnung der Geschichtsbücher“ (Item Ordo Historiarum): Ijob – Tobit – 2 Bücher Esdras – Ester – Judit – 2 Bücher der Makkabäer.
- „Ebenso die Ordnung der Schriften des Neuen Testaments“ (Item Ordo Scripturarum Novi Testamenti) …

Der Verfasser „denkt stärker auf eine Ordnung der Bücher hin als alle anderen kirchlichen Lehrentscheidungen, sei es nun als liturgisch realisierte Ordnung [Ordo im Sinne von Leseordnung] oder als verbindlicher Bibelaufbau.“ Ursula Reutter urteilt, dass diese vierteilige Bücherliste in die Zeit und das Umfeld von Damasus I. zurückgehen kann, wofür „inhaltliche Verbindungen zu Aussagen des Hieronymus“ sprechen. Dass aber die Büchergruppen Altes Testament, Propheten, Geschichtsbücher und Neues Testament irritierenderweise auf der gleichen Gliederungsebene erscheinen, gab in der handschriftlichen Überlieferung des Decretum Damasi Anlass, durch Umgruppierungen eine üblicheres Bücherarrangement herzustellen.

#### Frühmittelalterliche Bücherarrangements
Isidor von Sevilla adaptierte um 600 in seinem viel rezipierten Kompendium Etymologiae die Anordnung der 22 bzw. 24 Bücher der Hebräischen Bibel (je nachdem ob Rut und Klagelieder als Anhänge des Richterbuchs bzw. Jeremiabuchs oder als separate Schriften gezählt werden), so wie Hieronymus sie im Prologus galeatus dargestellt hatte, und leitete daraus ein dreiteiliges Altes Testament (Gesetz, Propheten, Hagiographen) ab, dem er einen vierten Teil wie einen Anhang hinzufügte: „die Klasse der Bücher des AT, die nicht im hebräischen Kanon stehen“ – Weisheit, Sirach, Tobit, Judit, 1./2. Makkabäer. Dieses Arrangement der alttestamentlichen Bücher übernahmen im 9. Jahrhundert Theodulf von Orléans, Alkuin und Hrabanus Maurus.
Cassiodor bot in seinem Einleitungswerk zur Bibel um 544 drei Bücherarrangements, sozusagen zur Auswahl: dasjenige des Hieronymus im Prologus galeatus, dasjenige des Augustinus und das der Septuaginta, wobei er gegenüber seinen drei Vorbildern kleinere Veränderungen vornahm. Cassiodors Normalexemplar der Bibel folgte der Ordnung des Augustinus. Es war eine Bibel in neun Teilbänden (vgl. der geöffnete Bücherschrank in der Illustration des Codex Amiatinus), sechs Bände Altes und drei Bände Neues Testament. Mit den Widersprüchen der traditionellen Bücherarrangements ging Cassiodor so um, dass er selbst mal das eine, mal das andere befolgte.
In der Schreibschule von Tours entstanden nach 796 eine Gruppe von Vollbibeln. 18 Exemplare dieser sogenannten „turonischen“ Bibeln oder Alkuin-Bibeln sind bekannt. Alkuin verfasste Gedichte (Carmen 68 und 69), die diesen Bibeln beigegeben wurden, und in denen das Bücherarrangement im Brief des Hieronymus an Paulinus gepriesen wurde. Der Paulinus-Brief und der Prologus galeatus finden sich ebenfalls in den turonischen Bibeln; das Problem, dass beide Bücherlisten des Kirchenvaters nicht ganz übereinstimmen, löste man so, dass Hieronymus’ Angaben zur Platzierung von Ijob direkt hinter den fünf Büchern Mose im Brief an Paulinus ausließ und diesen Textabschnitt im Vorwort zum Buch Ijob brachte. In der ersten Phase der turonischen Bibelproduktion herrschte eine Dreiteilung vor: Gesetz und Propheten (mit Ijob) – Hagiographen (Ketuvim und Apokryphen) – Neues Testament. Die späteren Bibeln zeigen eine größere Verschiedenheit, zumal durch Umbinden des Bibelcodex im Skriptorium auf Kundenwünsche reagiert werden konnte.
Bei der großen Vielfalt der Bücherarrangements in den mittelalterlichen lateinischen Bibelhandschriften gibt es einige Konstanten: Die Abfolge des Oktateuch (Fünf Bücher Mose, Josua, Richter, Rut) wird fast immer beibehalten; dahinter beginnen die Variationen. Sprüche, Kohelet, Hoheslied galten als die drei salomonischen Bücher. Sie repräsentierten Ethik, Physik und Kontemplation, die in dieser Reihenfolge studiert werden sollten. Die häufigste Reihenfolge der Propheten ist Jesaja, Jeremia (mit Klageliedern und Baruch), Ezechiel, Daniel und Zwölf kleine Propheten. Das letzte Buch des lateinischen Alten Testaments ist mit über 50 Prozent das 2. Buch der Makkabäer. Weniger als 25 Prozent haben eine Prophetenschrift in der Endposition.

#### Pariser Universitätsbibel
Um 1230 stabilisierte sich das Bücherarrangement des lateinischen Alten Testaments unter dem Einfluss der Pariser Schultheologie. Dominant ist hier der Wunsch, Bücher der gleichen Gattung zusammenzufassen: Geschichtsbücher, poetische und prophetische Bücher; dafür wurde die durch Hieronymus vermittelte jüdische Dreiteilung aufgegeben. Die Pariser Universitätsbibel, die mit dem Wirken von Stephan Langton in Verbindung gebracht wird, hat folgenden klassischen Aufbau:
- [Oktateuch:] Genesis, Exodus, Levitikus, Numeri, Deuteronomium, Josua, Richter, Rut;
- Samuel- und Königebücher;
- Chronikbücher, Gebet des Manasse, Esdras (= Esra und Nehemia sowie 3. Buch Esra), Tobit, Judit, Ester;
- Ijob;
- Psalmen, Sprüche, Kohelet, Hohelied, Weisheit, Jesus Sirach;
- Jesaja, Jeremia, Klagelieder, Baruch, Ezechiel, Daniel, Zwölf kleine Propheten;
- 1. und 2. Buch der Makkabäer.

Warum 1./2. Makkabäer getrennt von den anderen Geschichtsbüchern am Ende des Alten Testaments stehen, ist ungeklärt. Das Prinzip der geschichtlichen Reihenfolge wurde mit der Anordnung von Esdras nach den Chronikbüchern ebenfalls verlassen.

#### Konzil von Ferrara-Florenz (1442)
Diese Bücherreihenfolge des Alten Testaments bietet auch das Decretum pro Jacobitis des Konzils von Ferrara-Florenz (1442), ohne dass eine Einteilung in Schriftengruppen vorgenommen würde. Ungewöhnlich war die Positionierung der Apostelgeschichte an vorletzter Stelle im Neuen Testament, vor der Johannesoffenbarung. Die Rezeption der Liste von Ferrara-Florenz im Westen war nach Brandt eher gering; eine Auswertung lateinischer Handschriftenkataloge des 15. Jahrhunderts ergibt, dass die Liste nirgends exakt umgesetzt wurde. Das liegt vor allem an ihrer ungewöhnlichen Einordnung der Apostelgeschichte. Am nächsten stehen ihr die italienische Inkunabel Wien, ÖNB, 6.B.2., die Gutenberg-Bibel, die lateinische Handschrift Innsbruck, Schloss Ambras, 62/63 und die zweibändige frühneuhochdeutsche Bibel Wien, ÖNB, Cod. 2769/2770.

## Buchdruck

### Vorreformatorische lateinische Bibeln
Bei den ersten Vulgata-Drucken diente die aus dem 13. Jahrhundert stammende Pariser Bibel als Vorbild. Wie diese enthält auch die Gutenberg-Bibel 1452/54 nach dem 2. Buch der Chronik das Gebet des Manasse einfügt, aber gefolgt von vier Esdrasbüchern; in der Pariser Bibel kommen davor vier Bücher Könige. Unter den frühen Bibeldrucken bietet die Lyoner Vulgata 1512/14 etwas Neues. Sie ordnet die Bücher im Alten und im Neuen Testament nach einem vierteiligen Schema (Divisio totius biblie) an:
|                                | Altes Testament | Neues Testament                                      |
| Gesetzbücher (Legales)         | Genesis, Exodus, Levitikus, Numeri, Deuteronomium | Evangelien nach Matthäus, Markus, Lukas und Johannes |
| Geschichtsbücher (Historiales) | Josua, Richter, Rut, 1./2. Buch Samuel, 1./2. Buch der Könige, 1./2. Buch der Chronik, vier Esdrasschriften, Tobit, Judit, Ester, Ijob, 1./2. Makkabäer | Apostelgeschichte                                    |
| Weisheitsbücher (Sapientiales) | Sprüche, Kohelet, Hohelied, Weisheit, Jesus Sirach | 14 Paulusbriefe, 7 Katholische Briefe                |
| Prophetenbücher (Prophetales)  | Psalmen, Jesaja, Jeremia, Baruch, Ezechiel, Daniel, Zwölf kleine Propheten                                                                              | Offenbarung des Johannes                             |

Dieses Schema erforderte es im Neuen Testament, die Apostelgeschichte nach den Evangelien einzuordnen, was bis dahin nicht allgemein üblich gewesen war (in der Pariser Bibel stehen sie nach den Paulusbriefen). Im Alten Testament rückten die Makkabäerbücher von ihrer Schlussposition nach vorne in den Hauptteil Historiales. Beide Verschiebungen widersprachen dem Konzilsdekret von Ferrara-Florenz 1442.

### Lutherbibel

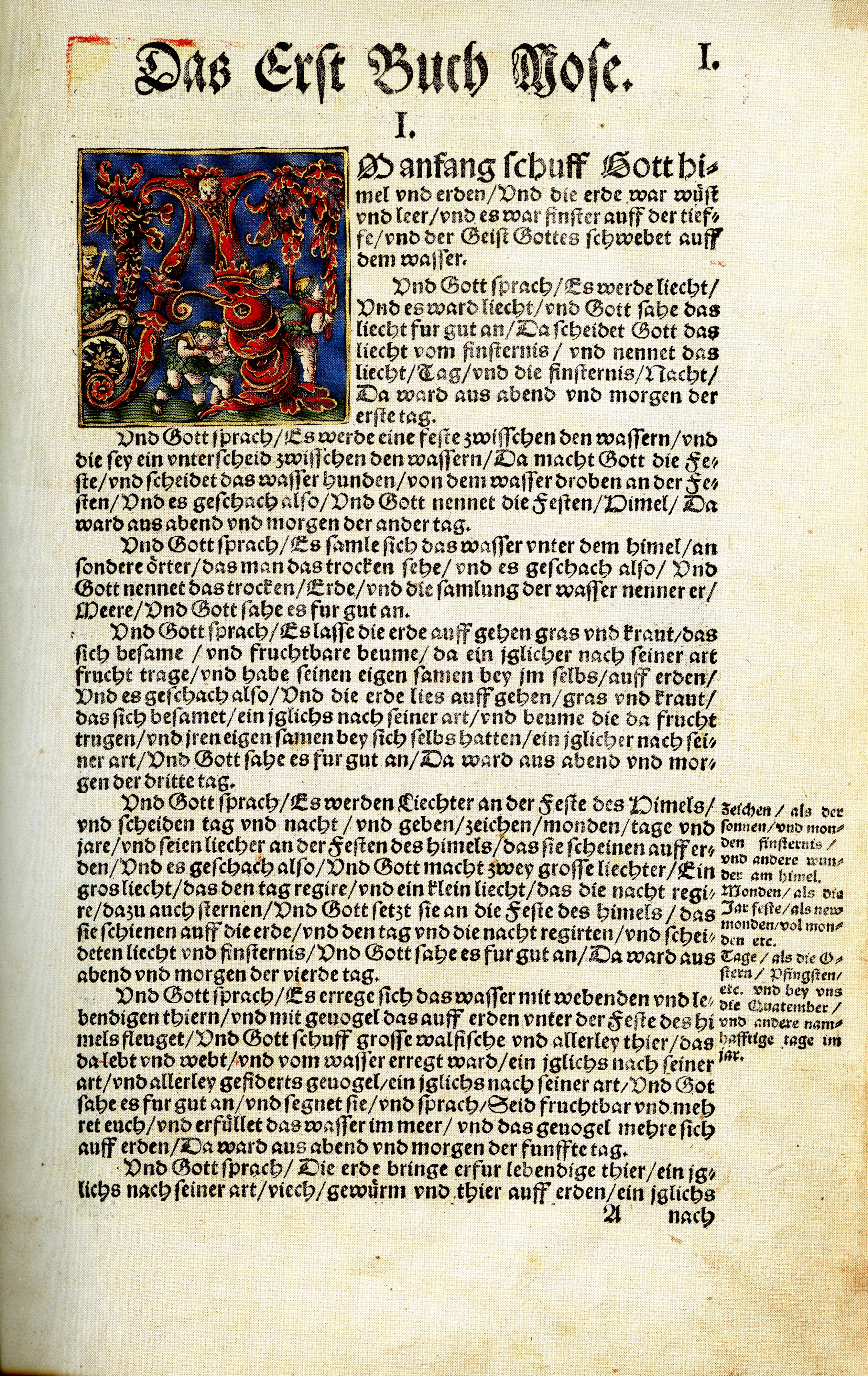
Beginn des 1. Buchs Mose in der Lutherbibel von 1534

Martin Luther bezog sich auf die Autorität des Kirchenvaters Hieronymus und den Prologus galeatus (der in fast allen lateinischen Bibeln seiner Zeit abgedruckt war), als er die nicht in der Hebräischen Bibel enthaltenen Schriften aus dem Alten Testament aussortierte und als Apokryphen in einem Anhang unterbrachte: BÜCHER: so der heiligen Schrifft nicht gleich gehalten/ vnd doch nützlich vnd gut zu lesen. Die verbleibenden 24 Schriften beließ er in der traditionellen Reihenfolge; die dreiteilige Anordnung nach dem jüdischen Kanon (Tora, Neviʾim, Ketuvim), die Hieronymus nachahmenswert erschien, fand bei Luther und anderen Reformatoren kein Echo. 1523 ordnete Luther die Apokryphen nach der Vulgata: Tobit, Judit, Baruch, 3./4. Esra, Weisheit, Jesus Sirach, 1./2. Makkabäer. 1534 schieden 3./4. Esra aus. Für die Biblia Deudsch 1545 wählte Luther eine neue Reihenfolge: Judit, dann Weisheit, Tobit, dann Jesus Sirach, da er die Hauptpersonen Judit und Tobit als „Exempel“ der im Buch der Weisheit bzw. Jesus Sirach vermittelten Lebenslehren sah. Darauf folgten Baruch, 1./2. Makkabäer, Stücke zu Ester, Stücke zu Daniel und das Gebet des Manasse als Abschluss des Alten Testaments. Auf 24 Bücher (in Übereinstimmung mit dem jüdischen Kanon) kam Luther auf folgende Weise: 1./2. Samuel, 1./2. Könige, 1./2. Chronik zählte er als je ein Buch, zerlegte das jüdische Esra-Nehemia-Buch in die Bücher Esra und Nehemia, verstand aber die Klagelieder Jeremias als Anhang zum Prophetenbuch Jeremia. Im Inhaltsverzeichnis der Biblia Deudsch 1545 wurden diese 24 Bücher einfach durchnummeriert, ohne sie in Gruppen zu teilen. Die Lutherbibel von 1534 bot zwischenzeitlich eine vierteilige Gliederung in Geschichtsbücher, Lehrbücher und Psalmen, Propheten, Apokryphen, die 1545 wieder entfiel.
Luthers Ausgliederung der Apokryphen aus dem Alten Testament, ihre Auswahl und ihre originelle Anordnung wurden wie die Lutherbibel nach dem Tod des Reformators als dessen Vermächtnis wertgeschätzt. Als die Konkordienformel 1580 verbindlich festlegte, dass „die einige Regel und Richtschnur, nach welcher zugleich alle Lehren und Lehrer gerichtet und geurteilt werden sollen, seind allein die prophetischen und apostolischen Schriften Altes und Neues Testamentes“ – fügten die Verfasser keine Bücherliste an, offenbar weil es selbstverständlich war, welche Schriften die Lutherbibel enthielt.
Eine solche Liste findet sich dann bei Martin Chemnitz, der sich in seinem Examen Concilii Tridentini (1565/73) kritisch mit den Beschlüssen des Konzils von Trient, unter anderem zum alttestamentlichen Kanon, auseinandersetzte. Unter die Apokryphen rechnete er das Buch der Weisheit, Jesus Sirach, Judit, Tobit, 3./4. Buch Esra, Baruch, den Brief des Jeremia, alle Bücher der Makkabäer und die Stücke zu Ester und zu Daniel, und erläuterte: Diese Bücher seien teils jünger als die Prophetenbücher, teils sei ihre Verfasserschaft unsicher. „Wer diese Bücher also kanonisch machen will, der muß ihren prophetischen Ursprung zweifellos feststellen, was unmöglich ist. Oder man muß den Satz aufstellen, daß es für die Schriften nichts austrägt, ob sie göttlich oder nur menschlich bezeugt sind.“
Chemnitz’ Liste der apokryphen Bücher gibt zu erkennen, dass es im späten 16. Jahrhundert üblich wurde, Lutherbibeln mit mehr apokryphen Schriften zu drucken, als die Biblia Deudsch von 1545 sie bot, diese wurden als Beigaben deklariert.
Lutherbibeln ohne Apokryphen wurden im deutschsprachigen Raum bis ins 19. Jahrhundert von den Kunden nicht akzeptiert; der Versuch der British and Foreign Bible Society, apokryphenlose Lutherbibeln zu verbreiten, führte nach 1827 zum Apokryphenstreit. Bis zum Ende des Jahrhunderts setzten sich apokryphenlose Bibeln dann aber neben solchen mit Apokryphen allmählich durch. Nach 1945 führten mehrere Gründe dazu, dass die Apokryphen weitgehend aus den Lutherbibeln verschwanden. Unmittelbar nach Kriegsende herrschte Papiermangel, so dass man mit schlankeren Bibeln Papier sparen wollte. Papierspenden aus Nordamerika waren mit der Bedingung verbunden, davon Bibeln ohne Apokryphen herzustellen. Hinzu kam, dass die Lutherbibel 1956 (NT) und 1964 (AT) revidiert wurde, die Apokryphen aber erst 1970. Da schien es unattraktiv, den altertümlichen Apokryphentext dem revidierten Bibeltext beizugeben.

### Reformierte Bibeln

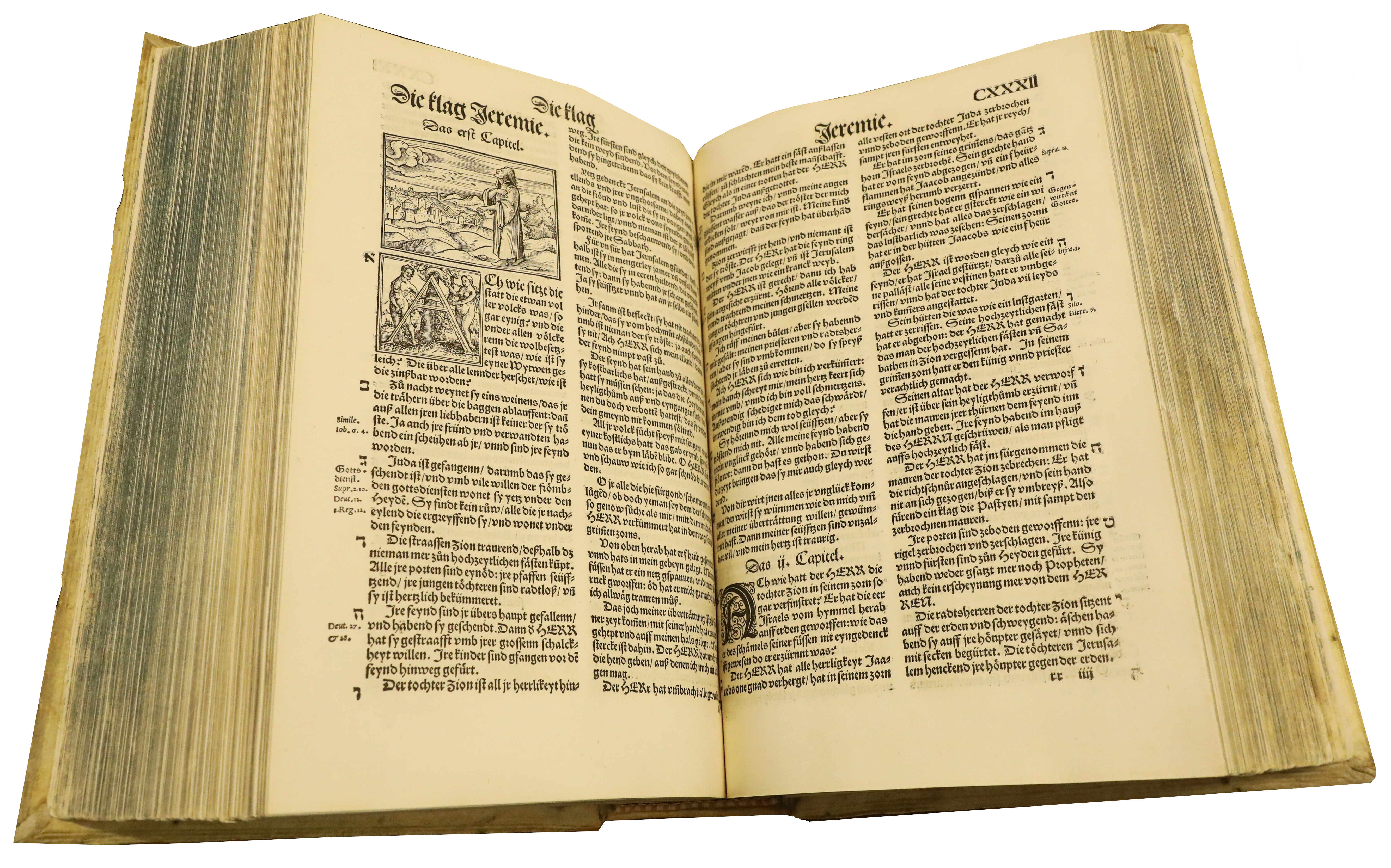
Zürcher Bibel von 1531, aufgeschlagen: Klagelieder Jeremias

Huldrych Zwingli und Leo Jud orientierten sich bei der Ausscheidung der Apokryphen aus dem Alten Testament am Vorbild Luthers, wählten die Apokryphen jedoch nicht wie er anhand der Vulgata, sondern anhand der Septuaginta aus. Deshalb findet sich in der Zürcher Bibel von 1531 nicht das Gebet des Manasse, aber 3. Makkabäer und 3./4. Esdras. Diese Bücher wurden in der Zürcher Bibel von 1531 nicht zwischen Altem und Neuem Testament, sondern zwischen den Geschichtsbüchern und den poetischen Teilen des Alten Testaments, d. h. zwischen Ester und Ijob, in einem separaten Teil untergebracht. Dieser Apokryphenteil wurde durch folgende Formulierungen von den biblischen Schriften abgegrenzt:
- (Beginn:) Diss sind die bucher die bey den alten vnnder Biblische geschrifft nit gezelt sind/ ouch bey den Ebreern nit gefunden.
- (Ende:) Ende deß ersten teyls deß Alten Testaments mit sampt den Büchern der gschrifft gemäß/ doch nit als Biblisch/ oder in gleychem werd/ bey den Hebreern gehalten werdend.

Die lateinische Zürcher Bibel von 1543 deklarierte die Apokryphen als „Kirchliche Bücher“ (Ecclesiastici Libri) und erläuterte, dies seien Bücher, „die immer von der Kirche für heilige Bücher gehalten und würdig erachtet worden sind, von den Frommen gelesen zu werden. Dennoch haben sie nicht gleiche Autorität wie die kanonischen Schriften erhalten.“
Johannes Calvin verfasste das Vorwort zu den Apokryphen in der französischen Genfer Bibel von 1546. Er unterschied zwischen den Schriften des Hebräischen Kanons, die öffentlichen und beglaubigten Charakter hätten, wogegen es sich bei den Apokryphen um Privatschriften handle, die erbaulich, aber unsicher seien. Nachdem ihm das Kanondekret des Konzils von Trient bekannt geworden war, wurde Calvins Urteil schärfer. Er hob nun hervor, welche aus seiner Sicht irrigen Lehren die römische Kirche mit den Apokryphen begründe: das Fegefeuer und die Heiligenverehrung mit dem 2. Buch der Makkabäer, die Lehre von der Genugtuung und die Exorzismen mit Tobit und die Lehre vom freien Willen mit Jesus Sirach.
Die Confessio Gallicana formulierte 1559 eine deutliche Gegenposition zum Konzil von Trient. Calvins Lehre vom inneren Zeugnis des Heiligen Geistes, das die Heilige Schrift beglaubigte, wurde nun auf den Umfang des biblischen Kanon angewandt:

„Kanonischer und sicherster Maßstab unseres Glaubens sind sie [die biblischen Bücher] nicht so sehr durch die allgemeine Übereinkunft und Übereinstimmung der Kirche, als vielmehr durch das Zeugnis und die innere Überzeugung des Heiligen Geistes, der sie uns von den anderen kirchlichen Büchern unterscheiden läßt.“

Auf der Dordrechter Synode (1618/19) wurde eine neue Bibelübersetzung ins Niederländische (Staatenübersetzung) beschlossen. Aus diesem Anlass kam es zu einer Grundsatzdiskussion über die Apokryphen. Eine Gruppe um Franciscus Gomarus wollte die Apokryphen ganz aus der Bibel entfernen. Die Exorzismen im Buch Tobit seien unrein und bloß menschlich, d. h. nicht inspiriert. Der Synodenbeschluss vom 20. November 1618 war ein Kompromiss: Die Apokryphen sollten in der neuen Bibel enthalten sein, aber drucktechnisch deutlich vom Bibeltext unterschieden; alle Stellen, mit denen römisch-katholische Sonderlehren begründet wurden, sollten in Randbemerkungen erläutert werden.

### Römisch-katholische Bibeln

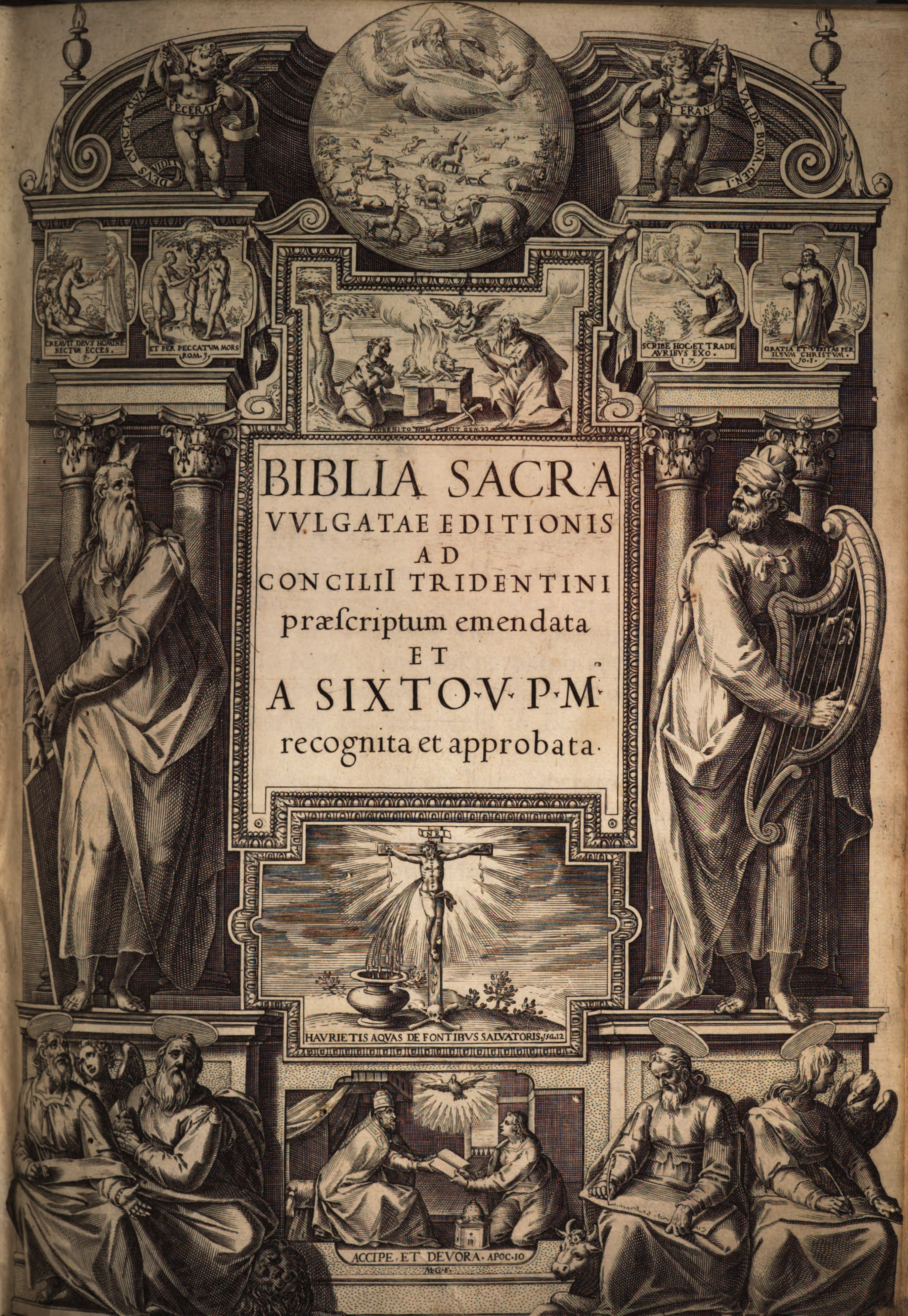
Frontispiz der Vulgata Sixtina (1590): Oben in der Mitte die Weltschöpfung, beiderseits des Textfelds Mose und David, unten die Evangelisten, in der Mitte dazwischen die Übergabe der Heiligen Schrift an Sixtus V. mit dem Motto: Accipe et devora (vgl. (Offb 10,9 EU))

In Abgrenzung zu reformatorischen Bibeln legte das Konzil von Trient 1546 die Vulgata als verbindliche römisch-katholische Bibel fest, und zwar „mit all ihren Teilen“ (DH 1504), also auch mit den Zusätzen in den Büchern Ester und Daniel. Im Vorfeld des Beschlusses gab es unter den Konzilsvätern drei verschiedene Positionierungen zur Kanonfrage. Eine Gruppe wollte den traditionellen Kanon ohne weitere Differenzierung bekräftigt sehen, die zweite Gruppe wollte die Bücherliste des Konzils von Ferrara-Florenz mit einer neu erarbeiteten theologischen Begründung bestätigen und die dritte Gruppe wollte im Anschluss an Hieronymus kanonisch-dogmatische und kanonisch-erbauliche Bücher unterscheiden und das durch die Reihenfolge zum Ausdruck bringen. Diese dritte Gruppe unterlag, und auch die zweite konnte sich mit dem Wunsch nach einer Begründung der Bücherliste von Ferrara-Florenz nicht durchsetzen. Bekräftigt wurde also die Bücherliste von 1442 ohne weitere Argumentation, ganz im Sinne der ersten Gruppe der Konzilsväter. Dass die Reihenfolge der Bücher nicht unveränderlich war, zeigt (neben dem Vorhaben der dritten Gruppe, das Alte Testament umzusortieren) die gegenüber Ferrara-Florenz neue Positionierung der Apostelgeschichte nach den Evangelien im Neuen Testament.

„Altes Testament: Fünf (Bücher) Mose, nämlich Genesis, Exodus, Levitikus, Numeri, Deuteronomium; Josua, Richter, Rut, vier (Bücher) Könige (= 2 Bücher Samuel, 2 Bücher Könige), zwei Paralipomena (= Chronik), Esra – erstes und zweites (Buch), das Nehemia genannt wird, Tobias, Judit, Ester, Ijob, der davidische Psalter mit einhundertfünfzig Psalmen, Sprüche, Ecclesiastes (= Kohelet bzw. Prediger), Hohelied, Weisheit, Ecclesiasticus (= Jesus Sirach), Jesaja, Jeremia mit Baruch, Ezechiel, Daniel, die zwölf kleineren Propheten, nämlich Hosea, Joël, Amos, Obadja, Jona, Micha, Nahum, Habakuk, Zefanja, Haggai, Sacharja, Maleachi; zwei (Bücher) Makkabäer, das erste und das zweite.“

Angesichts der vielfältigen lateinischen Überlieferung des Mittelalters musste die kanonische Vulgata nach dem Konzil erst geschaffen werden. Nach langen Vorarbeiten promulgierte Papst Sixtus V. 1590 die Vulgata Sixtina als verbindliche Ausgabe für den öffentlichen und privaten Gebrauch. Die Reihenfolge der Bücher entsprach älteren Vulgata-Ausgaben, allerdings fehlten 3./4. Esra, 3. Makkabäer und das Gebet des Manasses. Diese Ausgabe wurde rasch nach Sixtus’ Tod eingezogen und 1592 durch die Vulgata Sixto-Clementina ersetzt. „Ihre Wirkung ist enorm, sie stellt bis ca. 1900 im katholischen Raum den Überlieferungsprozeß vollständig still.“ Die Sixto-Clementina enthielt in einem Anhang „außerhalb der Reihe der kanonischen Bücher“ das Gebet des Manasse und 3./4. Esdras (aber nicht 3. Makkabäer).
Ab 1969 erschien die Nova Vulgata in Einzelbänden. Sie brach mit der Reihenfolge der Sixto-Clementina und teilte die Bücher des Alten Testaments in fünf Gruppen: 1. Pentateuch, 2. Historische Bücher (Josua bis 2. Makkabäer), 3. Buch der Psalmen, 4. Weisheitsbücher, 5. Prophetische Bücher. Die beiden Makkabäerbücher wurden aus ihrer Schlussposition nach vorne zu den Geschichtsbüchern geschoben, Ijob zu den Weisheitsbüchern. Die einbändige Nova Vulgata von 1979 kehrte allerdings wieder zur Bücherreihenfolge von Trient zurück.
Der Auftrag des Zweiten Vatikanischen Konzils zur Übersetzung volkssprachlicher katholischer Bibeln aus den Urtexten hatte auch eine Relativierung des Bücherarrangements der Sixto-Clementina zur Folge. Die Jerusalemer Bibel (1968) stellte den Psalter vor Ijob. Die Einheitsübersetzung (1980) behielt die tridentinische Reihenfolge bei, mit Ausnahme der Umgruppierung der beiden Makkabäerbücher in den zweiten Hauptteil. Ob in katholischen Bibeln die Fünf Bücher Mose als eigene Gruppe herausgehoben werden oder ob sie unter die historischen Bücher des Alten Testaments eingeordnet werden, ist nach Peter Brandt „eine Frage editorischer Vorliebe.“

### Anglikanische Bibeln

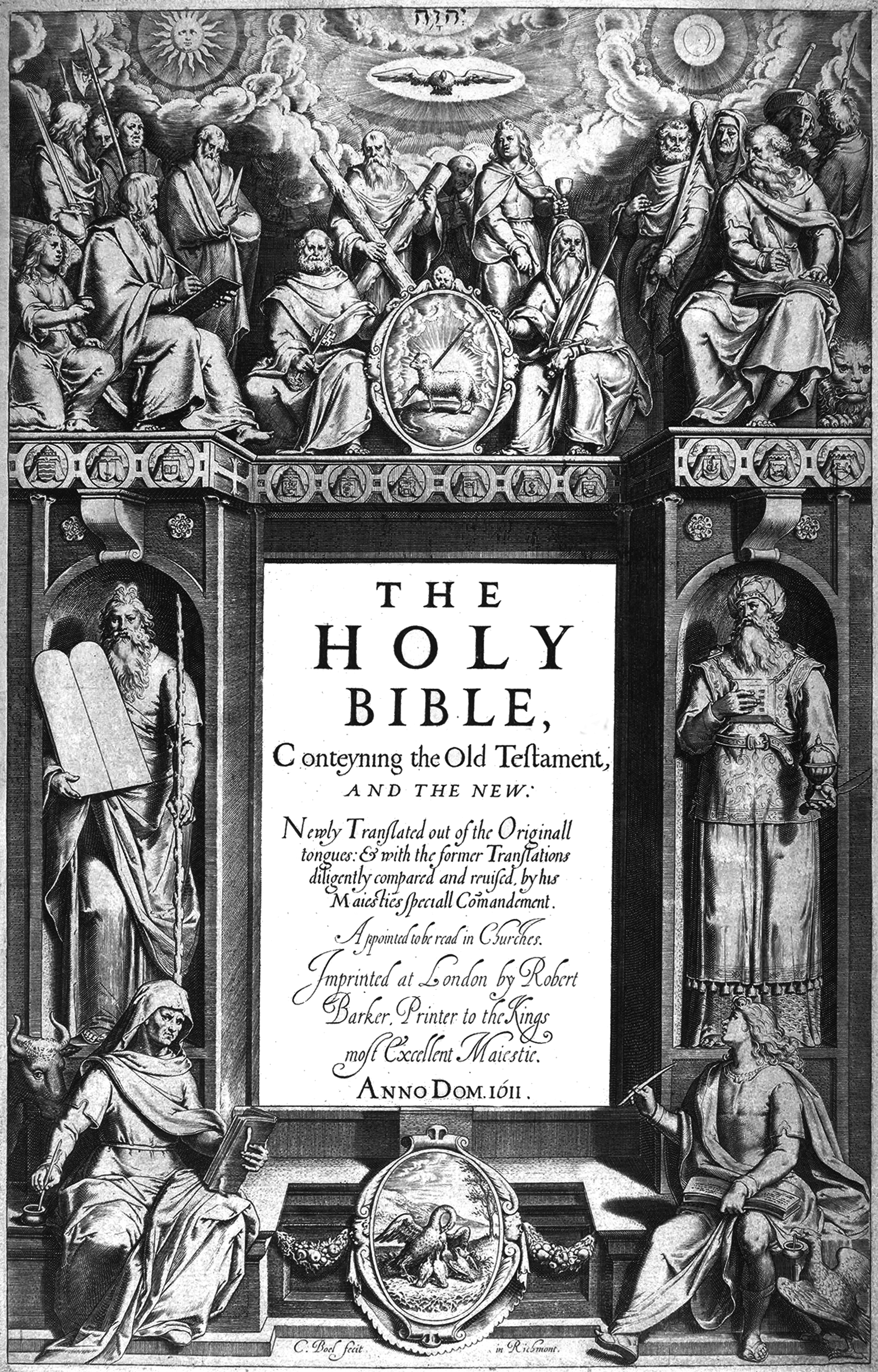
Frontispiz der King-James-Bibel (1611): Oben die zwölf Apostel, beiderseits des Textfelds Mose und Aaron, in den vier Ecken die Evangelisten

Die für die Church of England grundlegenden Neununddreißig Artikel (1562/71) trafen folgende Entscheidung:

„Unter dem Begriff Heilige Schrift verstehen wir diejenigen kanonischen Bücher des Alten und Neuen Testaments, deren Autorität in der Kirche niemals in Frage gestellt wurde. Namen und Zahl der kanonischen Bücher sind: Genesis, Exodus, Levitikus, Numeri, Deuteronomium, Josua, Richter, Rut, 1./2. Buch Samuel, 1./2. Buch der Könige, 1./2. Buch der Chronik, 1./2. Buch Esra, Ester, Ijob, Psalmen, Sprüche, Ecclesiastes oder Prediger, Cantica oder Hoheslied Salomos, vier größere Propheten, zwölf kleinere Propheten. Und die anderen Bücher liest die Kirche, wie Hieronymus lehrt, als Beispiele für die Lebensführung und zur Bildung guten Benehmens, doch dürfen keine dogmatischen Entscheidungen mit ihnen begründet werden.“

Die anglikanische Kanontradition verlief daraufhin zweigleisig. Die King-James-Bibel wurde 1611 veröffentlicht. Alle Ausgaben, die im Gottesdienst gebraucht wurden, mussten die Apokryphen enthalten, da das Lektionar Lesungen daraus vorsah. Bei den kleinen Bibeln für den privaten Gebrauch wurde es dagegen üblich, die Apokryphen wegzulassen, auch aus ökonomischen Gründen. Puritaner forderten die Entfernung der Apokryphen aus dem Lektionar und aus den Bibeln. In der Ära Cromwell wurden kaum Bibeln mit Apokryphen gedruckt. Der Hebraist John Lightfoot forderte 1643 vor dem Unterhaus, das menschliche „Flickwerk“ zwischen Altem und Neuem Testament müsse entfernt werden, damit die Heiligen Schriften Alten und Neuen Testaments direkt aneinander stießen. Die Westminster Confession legte 1646 fest, dass die Apokryphen in der Kirche Gottes nicht mehr Anerkennung als andere menschliche Schriften erhalten dürften. Mit der Restauration nach der Ära Cromwell kehrten die Apokryphen zwar in die englischen Bibeldrucke zurück, waren aber nun wesentlich weniger bekannt als früher.
Die British and Foreign Bible Society wurde 1804 gegründet; sie vertrieb keine Bibeln mit Apokryphen, weil sie teils von Nonkonformisten getragen wurde, die die Apokryphen entschieden ablehnten, teils von Mitgliedern der Staatskirche, die als Evangelicals ebenfalls Bibeln ohne Apokryphen bevorzugten.

### Orthodoxe Bibeln
Im 17. Jahrhundert wurde die Orthodoxie durch die Begegnung mit dem Protestantismus herausgefordert, ihren Kanon des Alten Testaments genauer zu bestimmen. Sie tat das im Rückgriff auf die Beschlüsse des Trullanischen Konzils. Aber dieses hatte ja sechs Kanonlisten als gültig anerkannt, und je nachdem ob man die Bücherliste von Laodicea oder die von Karthago stärker gewichtete, kam man zu gegensätzlichen Ergebnissen.
Kyrillos Loukaris, Ökumenischer Patriarch von Konstantinopel, neigte protestantischen Ansichten zu. Sein Glaubensbekenntnis wurde 1629 in Genf veröffentlicht und erkannte nur die Bücherliste aus Laodicea als kanonisch an. Dies wurde innerhalb der Orthodoxie stark kritisiert. Auch Metrophanes Kritopoulos plädierte 1625 für den laodizenischen Kanon und berief sich dabei auf Theologen wie Gregor von Nazianz, Amphilochius von Ikonium und Johannes Chrysostomos. Die deuterokanonischen Schriften seien von der Orthodoxie nie als kanonisch anerkannt worden, und man dürfe daher keine Dogmen mit ihnen begründen. Jedoch dürfe man sie wegen ihres moralischen Wertes keinesfalls „preisgeben“.
Die Synode von Konstantinopel bezog sich 1642 auf die Bücherlisten aus Laodicea und Karthago und formulierte, dass die deuterokanonischen Schriften „nicht kanonisch“ seien, aber auch nicht als heidnisch und profan verworfen werden dürften, sondern wegen ihres moralisch wertvollen Inhalts Lob verdienten. Die Gegenposition formulierte Patriarch Dositheos 1672 auf der Synode von Jerusalem: Die deuterokanonischen Schriften seien echte Teile des Alten Testaments, ihre Ablehnung sei eine „Verletzung“ auch der übrigen, unbestritten kanonischen Schriften. Dass sie nicht von allen Kirchenvätern und Synoden anerkannt wurden, hatte für Dositheos insofern kein großes Gewicht, als bedeutende Synoden und Theologen ihre Anerkennung ausgesprochen hatten.

„Der Ordnung der Katholischen Kirche folgend, halten wir alle Bücher für Heilige Schriften, die Kyrillos [Loukaris] von der Synode von Laodicea übernommen hat, fügen aber jene hinzu, die er in närrischer und unwissender oder eher boshafter Weise Apokryphen nennt, nämlich: die Weisheit Salomos, Judit, Tobit, die Erzählung vom Drachen, die Erzählung von Susanna, die Makkabäer und die Weisheit Sirachs. Denn wir urteilen, dass diese ebenso wie die anderen echten Bücher der Göttlichen Schrift echte Teile der [Heiligen] Schrift sind. […] Mag es auch scheinen, als seien nicht alle von ihnen immer zu den anderen [kanonischen Schriften] gezählt worden, so sind sie doch sowohl von Synoden als auch von vielen frühen und hervorragenden Theologen der Katholischen Kirche hinzugerechnet worden.“

Im 18. Jahrhundert gab es unter dem Einfluss holländischer Calvinisten in der Orthodoxie wieder Stimmen für einen engeren Kanon des Alten Testaments.
1950 autorisierte der Heilige Synod der Griechisch-orthodoxen Kirche eine Septuagintafassung, die alle umstrittenen Bücher enthielt, das 4. Buch der Makkabäer aber in einem Anhang von den übrigen Schriften trennte.

## Alttestamentlicher Kanon und Kanonische Exegese
Die Kanonische Exegese ist ein Phänomen des späten 20. Jahrhunderts. Sie hat aber insoweit im Mittelalter und der Frühen Neuzeit ihre Vorläufer, als damals entwickelte Entwürfe einer sinnvollen Struktur der Bibel die Gestaltung späterer Bibeldrucke beeinflussten. Die kanonische Exegese wiederum nimmt die auch an diese Traditionen anschließende Einteilung der biblischen Bücher als eine Grundlage für spezifische Auslegungen des Bibeltextes.
Bonaventura (Breviloquium) schlug erstmals einen parallelen vierteiligen Aufbau des Alten und des Neuen Testaments in Gesetzbücher, Geschichtsbücher, Weisheitsbücher und Prophetische Bücher vor; ihm folgte Nikolaus von Lyra. Die Lyoner Vulgata von 1512/14 legte diese Gliederung zugrunde, die im frühen 16. Jahrhundert eine Art Modeerscheinung war. Luther sprach sich in der Vorrede zum Septembertestament (1522) ausdrücklich gegen ein paralleles Bücherarrangement im Alten und im Neuen Testament aus; die Interpretation der vier Evangelien als Gesetzbücher widersprach seinem Verständnis von Evangelium.
Trotz Luthers Einspruch wurde eine parallele Einteilung des Alten und Neuen Testaments für Lutherbibeln im 20. Jahrhundert gewählt, beispielsweise in der Stuttgarter Jubiläumsbibel (1912):
|                     | Altes Testament                | Neues Testament                                   |
| Geschichtsbücher    | 1. Buch Mose bis Buch Esther   | Evangelium des Matthäus bis Apostelgeschichte     |
| Lehrbücher          | Buch Hiob bis Hohelied Salomos | Brief des Paulus an die Römer bis Brief des Judas |
| Prophetische Bücher | Jesaja bis Maleachi            | Offenbarung des Johannes                          |

Die Lutherbibel von 1984 gab die einheitliche Bezeichnung Lehrbücher für den Mittelteil des Alten und des Neuen Testaments auf und betitelte diesen im Alten Testament als Lehrbücher und Psalmen, im Neuen Testament als Briefe.
Die katholische kirchenamtliche Einheitsübersetzung von 1980 griff auf die vierteilige Gliederung der Lyoner Vulgata 1512/14 bzw. auf Bonaventura zurück:
1. Die fünf Bücher des Mose;
2. Die Bücher der Geschichte des Volkes Gottes;
3. Die Bücher der Lehrweisheit und die Psalmen;
4. Die Bücher der Propheten.

Dem entsprach im Neuen Testament aber kein paralleler Aufbau. Diesen stellte Erich Zenger als ein Vertreter der Kanonischen Exegese im deutschsprachigen Raum her. In seiner viel rezipierten Einleitung in das Alte Testament 1995 verglich er eine dreiteilige jüdische Bibel (Tanach) und eine vierteiliges christliches Erstes Testament, dem ein parallel strukturiertes vierteiliges Neues Testament entspreche. Daraus leitete er eine Leseanweisung für die christliche Bibel ab – die Anordnung der Bücher und Büchergruppen erschließe den Sinn der gesamten, zweiteiligen Heiligen Schrift. Rudolf Mosis wandte dagegen ein, hier würden die modernen Bücherarrangements von Biblia Hebraica Stuttgartensia und Einheitsübersetzung in einer Weise theologisch überhöht, die kanongeschichtlich nicht zu begründen sei. Sie stehen in Zengers Entwurf für Tanach und Altes Testament schlechthin. In späteren Auflagen seines Einleitungswerks formulierte Zenger zurückhaltender. In der 9. Auflage (2016) findet sich folgender „Interpretationsvorschlag“ einer Makrostruktur des christlichen Ersten Testaments, welche den protestantischen und römisch-katholischen Bibeln gleichermaßen zugrunde liege: „Am Anfang steht, wie im Tanach, die Tora, die Erzählung über die ‚Ur-Offenbarung‘ Gottes vor Israel am Sinai. Danach folgen die drei Blöcke ‚Geschichte Israels im Lande‘ – ‚Lebensweisheit‘ – ‚Prophetie‘ nach dem geschichtstheologischen Schema: Vergangenheit – Gegenwart – Zukunft.“ Dem entspricht die nach Zenger vierteilige Struktur des Neuen Testaments: Grundlegung (Evangelien) – Vergangenheit (Apostelgeschichte) – Gegenwart (Apostelbriefe) – Zukunft (Johannesapokalypse).
Christoph Dohmen vertritt Zengers Entwurf in modifizierter Form. Einen Vorteil der vierteiligen gegenüber der dreiteiligen Struktur sieht Dohmen darin, dass die Sonderstellung von Tora und Evangelien dabei besser gewahrt bleibe. Dass die Christenheit die Heiligen Schriften des Judentums ihrer eigenen Sammlung Heiliger Schriften voranstellte (nach Dohmen: die „Prae-Position“ der Bibel Israels), sei eine Leseanweisung: „Zuerst muss das Alte Testament für sich alleine gelesen werden, ohne christliche (neutestamentliche) Interpretation, nicht zuletzt, um die notwendige Interpretationsbasis zum Verstehen des neutestamentlichen Textes zu legen. Dann ist das Alte Testament vom Neuen her in einem zweiten Schritt nochmals zu lesen, um es vor dem Horizont des Christusereignisses zu verstehen.“
Die neuere Diskussion berücksichtigt, dass es nicht „das“ Alte Testament gibt, sondern unterschiedliche Bücherarrangements der christlichen Konfessionen, die „ihr“ Altes Testament jeweils zu verschiedenen Zwecken gebrauchen: als Kultbuch für den Vortrag im Gottesdienst, als Andachtsbuch für das private Bibelstudium und als Quellensammlung für die wissenschaftliche Exegese ebenso wie für die Begründung der eigenen systematischen Theologie. Georg Steins sieht Vorbehalte gegen die Kanonische Exegese darin begründet, dass ihre Kritiker befürchten, damit übernähme die Dogmatik die Kontrolle über die Bibelexegese. Diese Gefahr bestehe bei einem zu starren Verständnis von Kanonisierung, was er am jüdischen Kanon des Tanach aufzeigt: „Es muss vermieden werden, alles auf das Ende des Prozesses, die dreifache Fixierung von Buchauswahl, Buchabfolge und Wortlaut zulaufen zu lassen und von dorther zu verstehen.“ Die Dreiteilung des jüdischen Kanons, wie sie in der Baraita des Babylonischen Talmud (Bava batra 14b) dargestellt wird und wie Hieronymus sie in ähnlicher Form kennenlernte, sei nicht das Produkt eines zielgerichteten Prozesses gewesen. Steins wendet einen kulturwissenschaftlichen Kanonbegriff auf den Tanach an: er sei auch verständlich als „Literatur-Pool als Zentrum kultureller Identität, als Bezugspunkt geistiger Aktivität und … Muster für die Produktion von Literatur.“ Dann ist uninteressant, warum eine hypothetische jüdische Synode von Jabne gerade diese Schriften auswählte und in dieser Weise ordnete, und das Interesse wendet sich der jüdischen Lesergemeinschaft zu, die mit diesen Schriften umgeht. Das gilt entsprechend für das Alte Testament in den verschiedenen Endgestalten, die es in mehreren christlichen Lesergemeinschaften angenommen hat. Diese Rezipienten konstituieren demnach den Text, aber der Text steuert seine Rezeption. Man kann sich das am Beispiel des Hohenlieds verdeutlichen, das aufgrund seiner Aufnahme in den jüdischen und christlichen Kanon zusätzliche Interpretationspotentiale gewonnen hat. Die von Steins vertretene „kanonisch-intertextuelle Lektüre“ strebt ein „Eintreten in den Raum der Schrift, ein ‚Sich hin-und-her-Bewegen‘ in den Strukturen des Kanons, eine nicht abschließbare Lektüre, die immer mehr mit dem Ganzen vertraut wird“ an.

## Übersicht der Bücherarrangements des Alten Testaments

### Lateinisch-westkirchliche Tradition
Apokryphen kursiv.
| Zürcher Bibel (1531) | Luthers Biblia Deudsch (1545) | Vulgata Sixto-Clementina (1592)                          | King James Bible (1611) |
| Das erst Bůch Mose. Genesis. | I. Das erste Buch Mose. Genesis. | Liber Genesis Hebraice Beresith                          | Genesis                 |
| Exodus/ Das ander Bůch Mose. | II. Das ander buch Mose. Exodus. | Liber Exodus Hebraice Veelle Semoth                      | Exodus                  |
| Leuiticus. Das dritt Bůch Mose. | III. Das dritte buch Mose. Leuiticus. | Liber Leviticus Hebraice Vaicra                          | Leuiticus               |
| Numeri. Das vierdt Bůch Mose. | IIII. Das vierde buch Mose. Numeri. | Liber Numeri Hebraice Vaiedabber                         | Numbers                 |
| Deuteronomion. Das fünfft Bůch Mose. | V. Das fünffte buch Mose. Deuteronomium. | Liber Deuteronomii Hebraice Elle Haddebarim              | Deuteronomie            |
| Das Bůch Josua. | VI. Josua | Liber Josue Hebraice Jehosua                             | Ioshua                  |
| Judicum. Das bůch der Richteren. | VII. Der Richter. Judicum. | Liber Judicum Hebraice Sophetim                          | Iudges                  |
| Das bůch Ruth. | VIII. Ruth. | Liber Ruth                                               | Ruth                    |
| Das erst bůch der Künigen. Das erst teil des Bůchs Samuels. | IX. Samuel. Regum. j. ij. | Liber Primus Samuelis quem nos Primum Regum dicimus      | 1. Samuel               |
| Das ander bůch der künig. Das ander teil des Bůchs Samuels. | IX. Samuel. Regum. j. ij. | Liber Secundus Samuelis quem nos Secundum Regum dicimus. | 2. Samuel               |
| Regum. Das drit Bůch der Künigen. | X. Der König. Regum. iij. iiij. | Liber Regum Tertius Secundum Hebræos Primus Malachim     | 1. Kings                |
| Regum. Das vierdt Bůch der Künigen. | X. Der König. Regum. iij. iiij. | Liber Regum Quartus Secundum Hebræos Malachim Secundus   | 2. Kings                |
| Paralipomenon. Das erst Bůch der Chronica. | XI. Chronica. Paralipomenon j. ij. | Liber Primus Paralipomenon Hebraice Dibre Haiamim        | 1. Chronicles           |
| Das ander bůch Paralipomenon. Das ander Bůch der Chronica. | XI. Chronica. Paralipomenon j. ij. | Liber Secundus Paralipomenon Hebraice Dibre Haiamim      | 2. Chronicles           |
| Das erst Bůch Esdre. | XII. Esra. | Liber Primus Esdrae                                      | Ezrah                   |
| Nehemias. Das ander Bůch Esdre. | XIII. Nehemia. | Liber Nehemiæ qui et Esdræ Secundus dicitur              | Nehemiah                |
| | | Liber Tobiæ                                              |                         |
| Liber Judith | |                                                          |                         |
| Das Bůch Esther. | XIIII. Esther. | Liber Esther                                             | Ester                   |
| Das drit Bůch Esdre. | |                                                          |                         |
| Das vierdt Bůch Esdre/ das die Ebreer nit habend. | |                                                          |                         |
| Das bůch der Weyßheit/ das komlich Ein lob der weyßheit mag genennt werden. | |                                                          |                         |
| Das Bůch Ecclesiasticus/ das man nennen mag/ die weysen sprüch/ Jesu deß suns Sirach. | |                                                          |                         |
| Das Bůch Tobie. | |                                                          |                         |
| Der Prophet Baruch. | |                                                          |                         |
| Das Bůch das Judith heißt. | |                                                          |                         |
| Dises sind die Capitel die im Bůch Hester in Hebreischem Text vnd Biblischer gschrifft nitt gefunden werdend/ Doch habends die Griechischen Tolmetschen/ auch die Latiner/ deßhalb wir sy auch hienaach inn Tütsch habend woellend setzen/ daß niemants nichts mangle. | |                                                          |                         |
| Das erst Bůch Machabeorum. | |                                                          |                         |
| Das ander Bůch der Machabeern. | |                                                          |                         |
| Das dritt Bůch der Machabeern. | |                                                          |                         |
| Volgt die schoen histori Susannah/ der haußfrauwen Joiakim. | |                                                          |                         |
| Volgt die histori vom Bild zu Babel/ Beel genannt. | |                                                          |                         |
| Das Bůch Job. | XV. Hiob. | Liber Job                                                | Iob                     |
| Das Bůch der Psalmen. | XVI. Psalter. | Liber Psalmorum                                          | Psalmes                 |
| Prouerbia. Diß sind die weysen Sprüch Salomons (…) | XVII. Sprüche Salomonis. Prouerbiorum. | Liber Proverbiorum quem Hebræi Misle appellant.          | Prouerbs                |
| Ecclesiastes. | XVIII. Prediger Salomonis. Ecclesiastes. | Ecclesiastes qui ab Hebræis Coheleth appellatur          | Ecclesiastes            |
| Cantica. Ein über schoen und hüpsch lied das Salomon gesungen hatt. | XIX. Hohelied Salomonis. Canticum Canticorum. | Canticum Canticorum                                      | The song of Solomon     |
| | | Liber Sapientiæ                                          |                         |
| Liber Ecclesiasticus | |                                                          |                         |
| Diß ist die Prophecy Isaie (…) | XX. Jesaja | Prophetia Isaiæ                                          | Isaiah                  |
| Diß sind die Predgenen Jeremie (…) | XXI. Jeremia. | Prophetia Jeremiæ                                        | Ieremiah                |
| Die klag Jeremie. | XXI. Jeremia. | Threni, id est Lamentationes Jeremiæ Prophetæ            | Lamentations            |
| | | Prophetia Baruch                                         |                         |
| Der Prophet Ezechiel. | XXII. Hesekiel. | Prophetia Ezechielis                                     | Ezekiel                 |
| Der Prophet Daniel. | XXIII. Daniel. | Prophetia Danielis                                       | Daniel                  |
| Der Prophet Hoseas. | XXIIII. Zwelff kleine Propheten/ mit namen. 1. Hosea. 2. Joel. 3. Amos. 4. ObadJa. 5. Jona. 6. Micha. 7. Nahum. 8. Habacuc. 9. Zephanja. 10. Haggai. 11. Sacharja. 12. Maleachi. | Prophetia Osee                                           | Hosea                   |
| Der Prophet Joel. | XXIIII. Zwelff kleine Propheten/ mit namen. 1. Hosea. 2. Joel. 3. Amos. 4. ObadJa. 5. Jona. 6. Micha. 7. Nahum. 8. Habacuc. 9. Zephanja. 10. Haggai. 11. Sacharja. 12. Maleachi. | Prophetia Joel                                           | Ioel                    |
| Der Prophet Amos. | XXIIII. Zwelff kleine Propheten/ mit namen. 1. Hosea. 2. Joel. 3. Amos. 4. ObadJa. 5. Jona. 6. Micha. 7. Nahum. 8. Habacuc. 9. Zephanja. 10. Haggai. 11. Sacharja. 12. Maleachi. | Prophetia Amos                                           | Amos                    |
| Der Prophet Abdias. | XXIIII. Zwelff kleine Propheten/ mit namen. 1. Hosea. 2. Joel. 3. Amos. 4. ObadJa. 5. Jona. 6. Micha. 7. Nahum. 8. Habacuc. 9. Zephanja. 10. Haggai. 11. Sacharja. 12. Maleachi. | Prophetia Abdiæ                                          | Obadiah                 |
| Der Prophet Jonas. | XXIIII. Zwelff kleine Propheten/ mit namen. 1. Hosea. 2. Joel. 3. Amos. 4. ObadJa. 5. Jona. 6. Micha. 7. Nahum. 8. Habacuc. 9. Zephanja. 10. Haggai. 11. Sacharja. 12. Maleachi. | Prophetia Jona                                           | Ionah                   |
| Der Prophet Micheas. | XXIIII. Zwelff kleine Propheten/ mit namen. 1. Hosea. 2. Joel. 3. Amos. 4. ObadJa. 5. Jona. 6. Micha. 7. Nahum. 8. Habacuc. 9. Zephanja. 10. Haggai. 11. Sacharja. 12. Maleachi. | Prophetia Michææ                                         | Micah                   |
| Der Prophet Nahum. | XXIIII. Zwelff kleine Propheten/ mit namen. 1. Hosea. 2. Joel. 3. Amos. 4. ObadJa. 5. Jona. 6. Micha. 7. Nahum. 8. Habacuc. 9. Zephanja. 10. Haggai. 11. Sacharja. 12. Maleachi. | Prophetia Nahum                                          | Nahum                   |
| Der Prophet Abakuk. | XXIIII. Zwelff kleine Propheten/ mit namen. 1. Hosea. 2. Joel. 3. Amos. 4. ObadJa. 5. Jona. 6. Micha. 7. Nahum. 8. Habacuc. 9. Zephanja. 10. Haggai. 11. Sacharja. 12. Maleachi. | Prophetia Habacuc                                        | Habakkuk                |
| Der Prophet Zephonias. | XXIIII. Zwelff kleine Propheten/ mit namen. 1. Hosea. 2. Joel. 3. Amos. 4. ObadJa. 5. Jona. 6. Micha. 7. Nahum. 8. Habacuc. 9. Zephanja. 10. Haggai. 11. Sacharja. 12. Maleachi. | Prophetia Sophoniae                                      | Zephaniah               |
| Der Prophet Haggeus. | XXIIII. Zwelff kleine Propheten/ mit namen. 1. Hosea. 2. Joel. 3. Amos. 4. ObadJa. 5. Jona. 6. Micha. 7. Nahum. 8. Habacuc. 9. Zephanja. 10. Haggai. 11. Sacharja. 12. Maleachi. | Prophetia Aggæi                                          | Haggai                  |
| Der Prophet Zacharias. | XXIIII. Zwelff kleine Propheten/ mit namen. 1. Hosea. 2. Joel. 3. Amos. 4. ObadJa. 5. Jona. 6. Micha. 7. Nahum. 8. Habacuc. 9. Zephanja. 10. Haggai. 11. Sacharja. 12. Maleachi. | Prophetia Zachariæ                                       | Zechariah               |
| Die straaf die der Herr Israel zu wissen thůt durch Malachiam. | XXIIII. Zwelff kleine Propheten/ mit namen. 1. Hosea. 2. Joel. 3. Amos. 4. ObadJa. 5. Jona. 6. Micha. 7. Nahum. 8. Habacuc. 9. Zephanja. 10. Haggai. 11. Sacharja. 12. Maleachi. | Prophetia Malachiæ                                       | Malachi                 |
| | |                                                          | 1. Esdras               |
| 2. Esdras | |                                                          |                         |
| Tobit | |                                                          |                         |
| Judith | Judeth |                                                          |                         |
| | The rest of Esther |                                                          |                         |
| Das Buch der Weisheit | Wisedome |                                                          |                         |
| Tobia. | |                                                          |                         |
| Jesus Syrach. | Ecclesiasticus |                                                          |                         |
| Baruch. | Baruch with the Epistle of Ieremiah |                                                          |                         |
| | The song of the three children |                                                          |                         |
| The story of Susannah | |                                                          |                         |
| The idole Bel and the Dragon | |                                                          |                         |
| Maccabeorum. | Liber Primus Machabæorum |                                                          |                         |
| Maccabeorum. | Liber Secundus Machabæorum |                                                          |                         |
| Stücke in Esther vnd Daniel. | |                                                          |                         |
| Das Gebet Manasse/ Des Königes Juda/ Da er gefangen war zu Babel. | Oratio Manassæ | The prayer of Manasseh                                   |                         |
| | | 1. Maccabees                                             |                         |
| 2. Maccabees | |                                                          |                         |
| Liber Tertius Esdræ | |                                                          |                         |
| Liber Quartus Esdræ | |                                                          |                         |

### Griechisch-orthodoxe und orientalische Traditionen
| Griechisch-orthodoxe Kirche                                                                 | Koptisch-orthodoxe Kirche                         | Äthiopisch-orthodoxe Tewahedo-Kirche                                                        | Syrisch-orthodoxe Kirche                           | Armenische Apostolische Kirche                                                              |
| Genesis, Exodus, Levitikus, Numeri, Deuteronomium                                           | Genesis, Exodus, Levitikus, Numeri, Deuteronomium | Genesis, Exodus, Levitikus, Numeri, Deuteronomium                                           | Genesis, Exodus, Levitikus, Numeri, Deuteronomium  | Genesis, Exodus, Levitikus, Numeri, Deuteronomium                                           |
| Josua                                                                                       | Josua                                             | Josua                                                                                       | ‹Josua›                                            | Josua                                                                                       |
| Richter                                                                                     | Richter                                           | Richter                                                                                     | ‹Richter›                                          | Richter                                                                                     |
| Rut                                                                                         | Rut                                               | Rut                                                                                         |                                                    | Rut                                                                                         |
| 4 Bücher der Könige                                                                         | 4 Bücher der Könige                               | 1./2. Buch Samuel, 1./2. Buch der Könige                                                    | ‹1./2. Buch Samuel›, ‹1./2. Buch der Könige›       | 4 Bücher der Könige                                                                         |
| 2 Bücher der Chronik                                                                        | 2 Bücher der Chronik                              | 2 Bücher der Chronik, Gebet des Manasse                                                     |                                                    | 2 Bücher der Chronik                                                                        |
|                                                                                             |                                                   | Buch der Jubiläen                                                                           |                                                    |                                                                                             |
|                                                                                             |                                                   | Äthiopisches Henochbuch                                                                     |                                                    |                                                                                             |
| 2 Esdrasbücher (Esra und Nehemia)                                                           | 2 Esdrasbücher (Esra und Nehemia)                 | 4 Esdrasbücher                                                                              |                                                    | Esra, 3. Esdras, 4. Esdras, Nehemia                                                         |
| Tobit                                                                                       |                                                   | Tobit                                                                                       |                                                    |                                                                                             |
| Judit                                                                                       |                                                   | Judit                                                                                       |                                                    |                                                                                             |
| Ester (mit Erweiterungen)                                                                   |                                                   | Ester (mit Erweiterungen)                                                                   |                                                    | Ester (mit Erweiterungen)                                                                   |
|                                                                                             |                                                   |                                                                                             |                                                    | Judit                                                                                       |
|                                                                                             |                                                   |                                                                                             |                                                    | Tobit                                                                                       |
| 3 Makkabäerbücher                                                                           |                                                   | 3 Makkabäerbücher                                                                           |                                                    | 1./2. Makkabäerbuch, 3. Makkabäerbuch                                                       |
| Psalter (mit Psalm 151 „außerhalb der Zählung“)                                             |                                                   |                                                                                             |                                                    | Psalter                                                                                     |
| Ijob                                                                                        | Ijob                                              | Ijob                                                                                        |                                                    |                                                                                             |
|                                                                                             | Psalter (150 oder 151 Psalmen)                    | Psalter (mit Psalm 151)                                                                     |                                                    |                                                                                             |
| Sprüche                                                                                     | Sprüche                                           | Sprüche (= Spr 1–14)                                                                        | ‹Sprüche›                                          | Sprüche                                                                                     |
|                                                                                             |                                                   | Tägsas (= Spr 25–31)                                                                        |                                                    |                                                                                             |
|                                                                                             |                                                   | Weisheit                                                                                    |                                                    |                                                                                             |
|                                                                                             |                                                   |                                                                                             | ‹Jesus Sirach›                                     |                                                                                             |
| Kohelet                                                                                     | Kohelet                                           | Kohelet                                                                                     | ‹Kohelet›                                          | Kohelet                                                                                     |
|                                                                                             |                                                   |                                                                                             | ‹Rut›                                              |                                                                                             |
| Hoheslied                                                                                   | Hoheslied                                         | Hoheslied                                                                                   | ‹Hoheslied›                                        | Hoheslied                                                                                   |
|                                                                                             |                                                   |                                                                                             | ‹Ijob›                                             |                                                                                             |
|                                                                                             |                                                   |                                                                                             | Jesaja                                             |                                                                                             |
|                                                                                             | 12 Kleine Propheten                               |                                                                                             | 12 Kleine Propheten                                |                                                                                             |
|                                                                                             | Große Propheten                                   |                                                                                             |                                                    |                                                                                             |
| Weisheit                                                                                    | Weisheit                                          |                                                                                             |                                                    | Weisheit                                                                                    |
|                                                                                             | Judit                                             |                                                                                             |                                                    |                                                                                             |
|                                                                                             | Tobit                                             |                                                                                             |                                                    |                                                                                             |
|                                                                                             | Ester (mit Erweiterungen)                         |                                                                                             |                                                    |                                                                                             |
|                                                                                             | 3 Makkabäerbücher                                 |                                                                                             |                                                    |                                                                                             |
| Jesus Sirach                                                                                | Jesus Sirach                                      | Jesus Sirach                                                                                |                                                    | Jesus Sirach                                                                                |
|                                                                                             |                                                   |                                                                                             |                                                    | Ijob                                                                                        |
|                                                                                             |                                                   |                                                                                             |                                                    | Jesaja                                                                                      |
| Hosea, Amos, Micha, Joel, Obadja, Jona, Nahum, Habakuk, Zefanja, Haggai, Sacharja, Maleachi |                                                   |                                                                                             |                                                    | Hosea, Amos, Micha, Joel, Obadja, Jona, Nahum, Habakuk, Zefanja, Haggai, Sacharja, Maleachi |
| Jesaja                                                                                      |                                                   | Jesaja                                                                                      |                                                    |                                                                                             |
| Jeremia, Baruch, Klagelieder, Brief des Jeremia                                             |                                                   | Jeremia, Baruch (mit Brief des Jeremia), Klagelieder                                        | Jeremia, Klagelieder, Gebet des Jeremia            | Jeremia, Baruch (mit Brief des Jeremia), Klagelieder                                        |
| Ezechiel                                                                                    |                                                   | Ezechiel                                                                                    | Ezechiel                                           |                                                                                             |
| Daniel (mit Erweiterungen)                                                                  |                                                   | Daniel (mit Erweiterungen)                                                                  | Daniel (mit Erweiterungen außer Susanna-Erzählung) | Daniel (mit Erweiterungen)                                                                  |
|                                                                                             |                                                   |                                                                                             |                                                    | Ezechiel                                                                                    |
|                                                                                             |                                                   | Hosea, Amos, Micha, Joel, Obadja, Jona, Nahum, Habakuk, Zefanja, Haggai, Sacharja, Maleachi |                                                    |                                                                                             |
|                                                                                             |                                                   |                                                                                             | Psalmen                                            |                                                                                             |
|                                                                                             |                                                   |                                                                                             | 3 Makkabäerbücher                                  |                                                                                             |
|                                                                                             |                                                   |                                                                                             | Chronik                                            |                                                                                             |
|                                                                                             |                                                   |                                                                                             | Esra-Nehemia-Buch                                  |                                                                                             |
|                                                                                             |                                                   |                                                                                             | Weisheit                                           |                                                                                             |
|                                                                                             |                                                   |                                                                                             | Judit                                              |                                                                                             |
|                                                                                             |                                                   |                                                                                             | Ester                                              |                                                                                             |
|                                                                                             |                                                   |                                                                                             | Susanna-Erzählung                                  |                                                                                             |
|                                                                                             |                                                   |                                                                                             | Brief des Jeremia                                  |                                                                                             |
|                                                                                             |                                                   |                                                                                             | Brief des Baruch                                   |                                                                                             |
|                                                                                             |                                                   |                                                                                             | Baruch                                             |                                                                                             |
| 4. Buch der Makkabäer (als „Anhang“)                                                        |                                                   |                                                                                             |                                                    |                                                                                             |